# 鄺樹培
鄺樹培（英語：Echo Kwong，2月3日—），前香港男配音員，現已退出配音行列。

## 簡歷
任職配音員前曾任職大一設計學院。
為已故配音領班盧雄的學生，雷霆為其同班同學，及後與配音員梁偉德、陳卓智同期入行。
1994年任職自由身配音員，主要為亞洲電視和有線電視效力。
1997年3月轉往無綫電視粵語配音組。
2007年3月離職，並退出配音界。
離職後仍繼續配演無線電視播映的《機動戰士特種命運》直至結束（惟電視特別版本《機動戰士終極特種命運》除外）。
退行後從事占星算命、催眠按摩等行業。

## 配音作品
※粗體表示者為作品中的主角或要角
※已知於片中有演唱的角色在角色名後會加上♪符號

### 電視動畫／OVA
| 首播年份 | 作品名稱                  | 配演角色 | 備註 |
| -------- | ------------------------- | --- | --- |
| 1994     | Battle Fighters 餓狼傳說  | 武術家 打手 里巴 酒客 祖·東方 擂台選手 貴賓席的觀眾 | OVA |
| 1994     | Battle Fighters 餓狼傳說2 | 吉斯的部下 祖·東方 流氓 | OVA |
| 1995     | 男兒當入樽                | 桑田登紀 清田信長 Dr. T 水戶洋平 黛明 安田靖春 球館觀眾 海南大學附屬高中篮球员 球館觀眾 谷澤龍二 | 第44集，代配 同上 第47-48集，代配羅偉傑 第47-49集 第51集，代配 第51集 同上 第52集 同上 第88集 |
| 1995     | 神勇忍者龜                | 拉斐爾 | 有線版本 |
| 1996     | 老虎仔樂園                | 比士利 | 有線版本 |
| 1996     | 怪盜St. Tail              | 飛鳥大貴 | 有線版本 |
| 1996     | 街頭霸王                  | 祖魯達 | 第20集，僅代配一句台詞 |
| 1996     | 龍珠二世                  | 地球人 雲巴（成年） 獵人 市民 男青年 地球人 | 第285集 同上 |
| 1996     | 疾風無敵銀堡壘            | 迪斯 | 第41集，接替蘇強文 |
| 1996     | 疾風鐵拳霸                | 采訪記者 松本 采訪記者 流氓 觀眾 會場職員 河野 街坊 采訪記者 经理人 營地的打氣者 青山 觀眾 野狼 觀眾 白木家的司機 觀眾 | 第36集 第37集，代配李錦綸 第37集 第38集 第39集 同上 第40集，代配李錦綸 第40集 同上 第41-42、45、47集 第43集 第44集 第45集 只配演第45集，接替蘇強文 第45集 第47集 同上 |
| 1996     | 種子特務                  | 電視節目表演者 自衛隊隊員 流氓 | 第17集 同上 |
| 1997     | 不思議遊戲                | 井宿 亢宿 | 有線版本 |
| 1997     | 抵死泰山                  | 拳證 觀眾 塔斯曼尼亞Tiger Michael的助理 觀眾 牌友 觀眾 再造人 玫瑰塔管理員 挖礦工人 伊杜加 西魯奧 軍人 研究員 格鬥家 圍觀者 參賽格鬥家 觀眾 播報員 | 第22-25、27-30集 第22集 第23集 第24集 同上 第25集 第27集 第28集 同上 第29-30集 第33集 只配演第33集，第34集除外 第34、36-40集 第36集 第37集 第41-44、46-49集 第41集 第42集 第43集 同上 第46集 |
| 1997     | 四驅兄弟                  | 水澤彥佐 施工人員 烏鴉 黑澤太的團員 被抓走的職員 消防團員 猴子首領 參賽車手 | 第5集 第21集 第22集 第24集 第29集 第30集 第39集 |
| 1997     | 櫻桃小丸子                | 遠足的小學生 櫻桃子的同學 春夫 旅行團領隊 旅行團團友 櫻桃子的同學 侍應 老闆 七五三 櫻桃子的姨丈 電視節目表演者 電視節目外勤記者 小林羅蘭的意中人 顧客 電視節目司儀 井上 花輪家的僕人 街坊會職員 渡邊 電視節目主持人 櫻桃子的同學 坂口 | 第13集 同上 部分除外 第24集 第31-32集 同上 第41、100集，代配 第41集 同上 第45集 第45、53集 第52集 同上 第62集 第70集 同上 第87集 第100集 第115集 部分除外 第115集 第116集 第118集 |
| 1997     | 特種變形勇士              | 狄龍堡 | |
| 1997     | 妖都傳説                  | 間宮美幸 | OVA |
| 1997     | 足球風雲                  | 佐佐木豐 流氓 星崎邦夫 袋井工業足球員 廣瀨清隆 山河足球員 男學生 觀眾 富士島南足球員 觀眾 櫻井 觀眾 小柳仁 藤田東足球員 觀眾 大葉 流氓 豐川足球員 演唱會觀眾 掛川足球部成員 | 第6集 第7-9、31集 第13集 第15集 第22集 第29集 第30集 第31集 第34-35集 第38集 第39、43集，接替招世亮 第41集 第44集 第45集 第48-49集 第50集 第51集 第55集 第56集 第58集 |
| 1997     | 婚紗小天使                | 男學生 時間魔 情侶（男） 依古士 足球部成員 髮型師 情侶（男） 魚販 木偶怪 足球部成員 | 第11集 同上 第12集 第23-30集 第26集 第28集 第31集 第34集 同上 第42集 |
| 1997     | 美少女戰士Super S         | 馬戲團妖怪 禿鷹眼 編輯員 男學生 書迷 跳躍啤牌郎 火野麗的支持者 雪糕店職員 公園飼養員 馬戲團妖怪 俊男 新潮電鰻郎 | 第1集 只配演第1集，第23、35集除外 第1-17、19-22集 第7集 同上 第20集 第25集 第32集 同上 第33集 同上 |
| 1997     | 外星毛查查                | 外星觀光客 | 第64集 |
| 1997     | 鬼神童子                  | 神酒壯真 沙灘客 | 第30集 |
| 1997     | 聖劍武士                  | 拿西魯 | OVA |
| 1997     | 新機動戰記                | 采訪記者 救護員 狄奧·麥韋 訓練生 駕駛員 會議人員 Doctor J的部下 駕駛員 觀眾 管制員 將領 駕駛員 米沙 兵群 賓客 將領 管制員 駕駛員 兵群 莉迪·安的部下 管制員 駕駛員 操作員 管制員 艦員 駕駛員 管制員 駕駛員 露洛莉亞·奈的部下 革命戰士 管制員 駕駛員 管制員 艦員 管制員 平民 | 第1集 第1、27集 第4集 同上 第5、27集 第5集 同上 第6集 第8集 第12集 同上 第13-16集 第13集 第14集 第14集，接替梁耀昌 第14集 同上 第18集 同上 第23集 第25集 第33集 同上 第35集 同上 第37集 同上 第42集 第42-43集 第46集 同上 第49集 |
| 1997     | 四驅兄弟II                | 艾迪（美國太空戰隊） 丹尼斯（美國太空戰隊） 賽委會成員 水澤彥佐 赫力遜（德國野狼隊） 銀狐三號（俄羅斯銀狐隊） 研究員 澳洲回力鏢隊隊員 華特格（北歐奧丁隊） 賽委會成員 賽會廣播 賽會工作人員 澳洲回力鏢隊隊員 加路（意大利天馬隊） 工作人員 墨澤的父親 電視台導播 希斯拿（德國野狼隊） | 前期 第2集 只配演第3集，第23集除外 只配演第4、12集，第45集除外 第6集 只配演第7集，第17集除外 第9、21、41集 第10集，接替蘇強文 第11集 同上 第17集，接替何國星 前期 第33集 同上 第45集 第48-50集 |
| 1997     | 魔法獵人                  | 馬龍·古拉積 途人 護衛 村民 | 第1-24、26集 第10集 同上 第14集 |
| 1997     | 行运超人                  | 廚房外星人 極惡教師 學校廣播 運動會怪人 食麵超人 天才超人 觀眾 宇宙教父的部下 被誤傷的觀眾 救世超人的敗將 | 第22集 第25集 第26集 同上 第36集 第45集相關片段被刪減 第37集 第41集 第41、43集 第49集 同上 |
| 1997     | 勇者急先鋒                | 銀行劫匪 猛獅先鋒／猛獸先鋒合體 機械人駕駛員 流氓 僧人 列車調度員 地盤工人 忍者 觀眾 三皮 醫生 茶室顧客 警衛 埃古哲夫 棒球手 珠寶強盜 清沼的部下 警察 航空宇宙局管制員 匯報的工作人員 場務 內閣成員 沙灘客 維修員 排隊的男人 警衛 三船將軍的部下 | 第1集 第6集 同上 第7集 同上 第9集 第11集 第15集 同上 只配演第17集 第19集 第20集 同上 第21集 第22集 同上 第25集 同上 第27集 同上 第28集 同上 第29集 第37集 同上 第38集 |
| 1997     | 超時空少年                | 月亮女王的部下 妖精之王 比武大會的敲鑼貓 癫马 | 第29集 第29-30、38-39集 第33集 第33-35、42、44集 |
| 1997     | 貓狗寵物街                | 便利店職員 野貓 大少爺的部下 工人 警察 Max 大貓 | 第7集 第8集 第13、26集 第15、17、21集 第16集 同上 第18集 |
| 1997     | 乞嗤雙子星                | 音井正信 | 全劇 |
| 1997     | 城市獵人劇場版之保護密令  | 打手 槍手 嘍啰 | 電視特別版本1 |
| 1998     | 皇家雙妹嘜                | 男青年 警官 醉漢 警察 圍觀者 偷車賊 警員 辻本夏實的朋友 偷車賊 齊藤 狙擊手 警員 警頻無線電 侍應 保鏢 被抄牌的男人 賽場廣播 百貨公司職員 拆彈專家 爆破品處理員 圍觀市民 警員 傳媒 警官 警員 警官 消防員 警員 | 第7集 只配演第7集 第7集 第9集 同上 第10集 第17集 同上 第20集 第21集 同上 第22集 同上 第29集 同上 第30集 同上 第33集 同上 第42集，代配 第42集 第47集 同上 |
| 1998     | 阿斯蘭戰記                | 伊斯方 積華頓 兵群 | 亞爾斯蘭戰記Ⅲ 亞爾斯蘭戰記Ⅲ、亞爾斯蘭戰記Ⅳ 亞爾斯蘭戰記Ⅲ |
| 1998     | 新世紀超时空要塞          | 多克 巴洛坦機師 無線電通訊 演唱會群眾 演唱會工作人员 大會工作人員 引導的大會職員 演唱會觀眾 演唱會群眾 技術員 保鏢 參與視像會議的艦員 演唱會觀眾 演唱會工作人员 巴洛坦機師 米高的部下 衛兵 吸血鬼兵 米高的部下 圍觀市民 麥斯的部下 市警 巴洛坦軍人 被綁架的男人 巴洛坦機師 電視台職員 司機 採訪記者 武裝份子 巴洛坦軍人 演唱會群眾 巴洛坦機師 頒發認證書的艦員 巴洛坦軍人 演唱會觀眾 吸血鬼兵 觀看電視新聞的男人 巴洛坦機師 巴洛坦軍人 技術員 調查船團無線電 維修員 演唱會觀眾 採訪記者 市警 圍觀觀眾 司儀 排隊的觀眾 採訪記者 機師 匯報的艦員 演唱會觀眾 被困的市民 唱歌的市民 J3機師 | 第2集 同上 第3集 同上 第4集 同上 第5集 同上 第7集 第9、30集 第10集 同上 第12集 同上 只配演第12集，第43集除外 第12集 同上 第19集 同上 第20集 同上 第23集 同上 第24集 同上 第25集 同上 第26集 第27集 同上 只配演第28集，第39集除外 第29集 第31集 同上 第32集 同上 第35集 同上 第42集 第46集 第47集 同上 第49集 同上 |
| 1998     | 美少女戰士最後星光        | Sailor指揮家 | 第14集 |
| 1998     | 名侦探柯南                | 上田 若松俊秀 上村直樹 賽馬播報員 賽馬場觀眾 的士司機 籏本龍男 酒店門僕 警察 蛙人 一枝隆 江藤 泉武雄 勉 西條直也 警察 俱樂部職員 服部平次 木念 警察 井本龍介 藤井恒久 鑒證員 警察 場務 水族館職員 酒店住客 便利店職員 竹野浩司 場務 前田聰 酒店泳客 目擊者 警察 鑒證員 警察 直升機駕駛員 真田一三 宴會賓客 巡邏艇駕駛員 警察 鑒證員 瀨戶隆一 河津邦生 警察 | 第5集 第6集 第10集 第13集 同上 第22集 第24集 同上 第25集 同上 第39-40集 第41集 第45集 第46集 第47集 同上 第52集 同上 第53集 第56集 同上 第63集 同上 第65集 同上 第66集 同上 第67集 第68-70集 第68集 同上 第69集 同上 第75集 第76集 同上 第76、96集 第76集 同上 第76集，前部份場口除外 第79集 第98-99集 第114-115集 第117集 |
| 1998     | 龍珠GT                    | BoBo的朋友 祖巴拉 歐布 地球人 快餐店顧客 司機 栽培人 尼路 地獄寒風 村民 地獄使者 觀眾 | 第1集 第9-11、14、63集 第32集 第41集 第42集 第43集 第43-44集，接替陳永信 第44集 第51集 第64集 同上 |
| 1998     | 特種變形勇士II            | 狄龍堡 | |
| 1998     | 黃金勇者                  | 親衛隊員 觀眾 史他斯柏 圍觀者 八千 打手 鸚鵡 水手 親衛隊員 流氓 親衛隊員 王室護衛 好戰狂人 列多巴克 平民 飛獅 平民 電視新聞主播 列車乘客 車長 親衛隊員 觀眾 親衛隊員 船員 手下 祖拿的朋友 觀眾 親衛隊員 電腦語音系統 | 第4集 第5集 第6集 同上 第9集 同上 第10集 第11集 第13集 第16集 第17集 同上 第18集 同上 第21集 同上 第24集 同上 第27集 只配演第28集 第30集 第33集 第34集 第38集 同上 第39集 第46集 |
| 1998     | 鋼鐵神兵                  | 高宮鐵兵 | 全劇 |
| 1998     | [ 註 47 ]                 | 精靈圖鑑 | |
| 1998     | BB保你大                  | 速遞員 | 第37集 |
| 1999     | 體操小子                  | 上野良夫 | |
| 1999     | 快打旋風 (動畫)           | 偉仔的父親 唐人街市民 虎燕館門生 李高文 結城晶的對手 採訪記者 宴會賓客 虎燕館門生 研究員 虎燕館成員 治安員 市民 研究員 貝爾·戴維斯 虎燕館成員 拜亞特企業職員 流氓 研究員 記者 忍者 拉法爾企業職員 僱傭兵 | 第2集 第4集 同上 第5-9集 第5集 同上 第6集 第7集 第8集 第9集 同上 第10集 同上 第12集 同上 第19集 第20集 第25集 第27集 第27-28集 第28集 |
| 1999     | 綠林青春物語              | 手塚忍 | OVA |
| 1999     | 銀河醒目女                | 管制員 花形美劍 流氓 太空人 道場學員 管制員 市民 電視廣告角色 間宮小樽的朋友 電視廣告播報員 電視新聞主播 商販 助理 電視新聞主播 市民 通訊員 驅逐者 衛兵 長官 市民 | 第1集 全劇 第4、13集 第5集 同上 第9集 同上 第12集 只配演第13、18集 第13集 同上 第15集 第16集 第18集 同上 第19集 同上 第20集 第22-23集 第23集 同上 |
| 1999     | 奪寶雙子星                | 拉亞路 | 第2-4集 |
| 1999     | 護士小天使                | 基杜 | |
| 1999     | 機動戰士0083              | 基利 艾頓 自護軍管制員 卡路士 補給艦的艦員 管制員 機師 警備衛星人員 管制員 士多俾梨號成員 聯邦軍士兵 艦隊廣播 聯邦軍士兵 | 第1-2集 第3-6、8-9、12集 第5集 第8-10、13集 第8集 同上 第9集 同上 第10集 同上 第13集 同上 |
| 1999     | BOM BOM彈珠人             | 黑暗獄卒 黑暗仁五郎 鬼屋音效 | 第29集 第29-31、33-35集 第33集 |
| 1999     | 宇宙特警                  | 拍賣師 職員 武器商人 眼鏡男人 槍手 劫機者 黑暗武士 途人 挖掘工人 廣播 警官 司機 太空互聯網廣播 無線電通訊 | 第1集 第2集 第2、16集 第3集 第6集 第7集 第13、15、17-26集 第17集 同上 第18集 第20集 第24集 第25集 |
| 1999     | 勇者王                    | 天海勇 猿頭寺耕助 技術員 比知郎／宇宙方舟主電腦 畢亞 司機 煉油廠工人 司機 飛車黨 船員 技術員 列車廣播 宇宙開發組織職員 技術員 賓客 戰鬥機機師 美國國防部管制員 參賽者 途人 司機 管制員 Mic Sounders | 第46-47集除外 第2集 第47集除外 第4集，代配梁偉德 第5集 同上 第6集 第9集 同上 第10集 同上 第15集 第16集 第18集 第19集 第21集 第22集 第23集 同上 第25集 同上 第31集 第41集 |
| 1999     | 機動新世紀                | 圍觀者 羅比·勞 秘書 測試員 狗仔隊 艦員 目擊者 科巴特市的市民 村民 海盜 阿比路·包維 尼古拉·法法士 科學家 操作員 管制員 技術員 加歷斯·諾迪尼斯的部下 軍人 藍斯朗·達威 圍觀者 | 第1集 只配演第1-18集 第3集 第5集 第7集 第8集 同上 第11集 第15集 第17集 第29集 第30-37集 第30集 第31集 第33集 同上 第34集 同上 第35集 同上 第38-39集，接替陳卓智 第39集 |
| 1999     | 熱鬥小馬                  | 嗶呀拿古爾 | |
| 1999     | 蠟筆小王國                | 狐狸祭司 死神 次郎 老鼠（眼鏡） 老鼠（兄） 紅鶴隊長 飯糰軍隊的士兵 漢堡包士兵 表演團的團員 馬夫 蠟燭（新郎） 雄貓（情侶） 鎮民 鎮民（油漆匠） | 第8、38集 第10集，代配黎偉明 第12、54集 第27集 同上 第28集 同上 第29集 第30集 第38集 第39集 第66集 第68集 同上 |
| 1999     | 反斗小王子                | 乾貨先生 快餐店顾客 | 第475集 |
| 1999     | 中華一番                  | 菊下樓的廚師 蘇安的部下 陽泉酒家的廚師 餃子食客 廣州餃子館店員 大會人員 餃子食客 途人 三笑樓的老闆 菜根館的店員 鄉民 曲青菜館的店員 鎮民 雞鎮廚師 雞鎮官員 菜販 燒賣食客 | 第1集 第2集 第3-9、14、21-23、28-33集 第6集 同上 第8集 同上 第9集 第15集 同上 只配演第16集 第16集 第20集 同上 第21集 第28集 |
| 2000     | 百變小櫻Magic咭           | 文具店職員 足球部成員 游泳館職員 泳客 游泳館職員 助導 | 第25集 第37集 第63集 同上 第65集 |
| 2000     | 天才小魚郎                | 服部正次 參賽選手 | 第26-33、35、39-64集 第40集 第43集 |
| 2000     | 數碼暴龍                  | 布加獸／哥瑪獸／海獅獸／祖頓獸 加支獸 騎摩托車的男人 警察 列車廣播 目擊者 列車廣播 奇蛙獸 垃圾桶獸 紅鼻屎獸 | 第15集 第29集 同上 第30集 同上 第35集 第42集 第44集 第47集 |
| 2000     | 魔法小美穗                | 相川廣也 | [ 註 67 ] |
| 2000     | 變形火車俠                | 失策 | |
| 2000     | 扭計小霸王                | 岡村 | |
| 2000     | 超魔神英雄傳              | 聖樹 笨豬鎮的居民 達摩兵 辛卡開的支持者 捕手 觀眾 選秀場的觀眾 環形公路鎮的居民 遊樂鎮的居民 螢火蟲精靈 温泉村的村民 森林村民 果實村的村民 觀眾 相撲手 達摩兵 熒光鎮的居民 電話鎮的居民 醬油（商店镇的居民） 焦點鎮的居民 玩具店廣播 雁人 電腦鎮的市民 達摩兵 海島居民 聖樹（奇柏偽裝） | 第2-18、23-51集 第2集 第3集 同上 第5集 第6集 第7集 第9集 第11集 第12集 第13集 第18集 同上 第19集 同上 第26集 第27集 第29集 第33集 第34集 第35集 第37集 第41集 第42集 |
| 2000     | 心動季節                  | 宮澤洋之♪ 男學生 情侶（男） 途人 足球部成員 男學生 Joker 警察 男學生 深田航平 男學生 前運動會執行委員相關者 | 第1集 第2集 第3集 第4集 第5集 同上 第6集 同上 第7集 第8集 同上 只配演第12集 第13集 第19集 同上 第22集 第24集 |
| 2000     | 勁爆BOM BOM彈珠人         | 吸血鬼寶 泰山寶 電視節目角色 普謝斯寶 館長 蛇郎／八頭蛇郎 流氓 古代埃及坦國的國民 明鏡寶 殘酷寶的部下 月姬寶的部下 地底國的國民 補給艦的船員 機械人 和平國的國民 觀眾 哼兵衛 哦呵呵國的士兵 | 第1集 第3集 第4集 同上 第14集 第18集 第20集 第21集 第24集 第36集 第38集 同上 第42集 同上 第47集 同上 第48集 同上 |
| 2000     | 勇者警察                  | 幾何井田良也 交通警察 杜魯夫·真童 幾何井田良人 警察 直升機駕駛員 維修員 廚師 廢紙回收廣播 水島新 女裝男人 妖怪 諾巴爾·科洛高／諾爾巴·科洛高 匯報的軍人 | 只配演第13集，第26集除外 第21集 第23集 第26集，接替蘇強文 第26集 同上 第33集 同上 第37集 第38集 同上 第44-48集 第45集 |
| 2000     | 青春萬歲                  | 圍觀學生 排隊的學生 | 第4集 第10集 |
| 2000     | 時空小偵探                | 丹蒙 | |
| 2000     | 夢幻戰隊                  | 評判 觀眾 | 第11集 同上 |
| 2000     | 小魔女DoReMi              | 橫川信子的祖父 幽靈 八太郎 阿志 執事 助導 途人 | 第6集 第13集 只配演第13集，第40集除外 第26集 同上 第27集 第50集 |
| 2000     | 吹波糖危機2040            | 里奧 | |
| 2000     | 四驅兄弟Champion          | 和男 拓也 門僕 學 少年 迷你四驅車學員 小學生 迷你四驅車學員 觀眾 迷你四驅車學員 技術員 川下模型屋職員 賽會工作人員 觀眾 技術員 觀眾 | 第1、7、45、47集 第2集 第3集 第5集 第7集 第9集 同上 第10集 第15集 第25集 第29集 第45集 第47集 第51集 |
| 2000     | 福星大咀鳥                | 剛達／剛達雪人 警察 斯巴斯巴 麵包店顧客 侍應 圍觀鎮民 電視節目嘉賓 爭執的鎮民 許願的鎮民 銷售員 梦魇 銀河車站廣播 銀河警察（DIB探員） 斯巴斯巴機械人 夢境之聲 攝製隊成員 田中先生 田中先生的兒子 電視節目報幕 基洛明的部下 電視節目角色 | 第3集 第4、20、35、43集 第10集 第14集 第20集 第21集 同上 第29集 第30集 同上 第33集 同上 第35集 同上 第36集 同上 第38集 第45集 第47集 |
| 2000     | 超級小黑咪                | 鈴木一郎♪ 民間陸上自衛隊隊員 新聞播報員 中松（長兄） 民間航空自衛隊隊員 登山領隊 中松（二弟） 發電廠員工 新聞主播 司機 防暴隊隊員 男人 驅逐者 途人 白色汽車司機 圍觀途人 經理人 現場觀眾 獨眼外星人 櫻町居民 圍觀者 | 第4集 同上 前期 第7集 第8集 只配演第8集，接替郭志權 第11集 第13集，接替招世亮 同上 第26集 第32集 第34集 同上 第34-35集 第35集 第37集 同上 第62集 |
| 2000     | 少女革命                  | 籃球部成員 男學生 男人 研究員 | 第1集 第1-2集 第5集 第22-23集 |
| 2000     | 櫻花大戰                  | 流動攤販 陸送部隊軍人 江戶民眾 劇院觀眾 商販 劇院觀眾 | 第3集 同上 第4集 同上 |
| 2001     | 冒險英雄                  | Jay | |
| 2001     | 雷霆守護者                | 峰尾 上川 | |
| 2001     | 微星小超人                | 久磁中 蜘蛛怪 旋風李察 電視新聞主播 匯報的工作人員 久磁耕平（成年） | 第13集，代配馮錦堂 第34集 第48集 第52集 |
| 2001     | 魔法少年                  | 基拉多路 | |
| 2001     | 神風怪盜                  | 冬田 水無月大和 足球部成員 學生 電子遊戲音效 遊樂場群眾 學生 採訪記者 勞爾 足球部成員 江戶時代村的武士 報販 警察 學生 | 第3集 同上 第7集 第15集 第21集 同上 第22集 第24集 第25集 第26集 第32集 同上 第33集 |
| 2001     | 數碼暴龍02                | 哥瑪獸／海獅獸／祖頓獸 補習社的學生 左輪獸 濱崎 本宮大輔的父親 古裝節目上的角色 怪蛙獸 美國軍人 火焰蜥蜴獸 中國軍人 市民 新聞主播 泉光子郎（成年） | 第5集 第12集 第13集，接替梁志達 只配演第15集 第15集 同上 第40集 同上 第44集 同上 第45集 第50集 |
| 2001     | 女棒甲子園                | 棒球員 夏目誠四郎 網球員 流氓 網球員 高杉宏樹的隊友 臨海大學附屬高中棒球員 高杉宏樹的隊友 採訪記者 家長代表 高杉宏樹的隊友 吉田 | 第1集 只配演第2-3集 第7集 第7-8集，接替招世亮 第13集 同上 第14集 第15集 第18集 第25集 第26集 |
| 2001     | 勇者指令                  | 大堂寺炎 米烏渣星人 沙魯卡桑的囚犯 | 全劇 第27集 第36集 第44集 |
| 2001     | 封神演義                  | 申公豹 士兵 村民 士兵 黑麒麟 士兵 張鳳的親信 難民 士兵 內侍 西岐城鎮民 王魔 士兵 黑鳥 殷洪（成年） 士兵 工人 外族兵 士兵 | 第2集 同上 第7集 第8集 同上 第9集 第12集 第12-16集 第17集 同上 第18-21集 第18集 第21集 同上 第22集 |
| 2001     | 傻版殭屍                  | 盜墓賊 護衛隊成員 警察 告魯士·登比利的父親 稻草忍者B 古墓守門人 觀察隊員 白精靈 何伯的機械部下 電視新聞主播 | 第7集 第13-14集 第14集 第15集 第17集 同上 第18集 同上 第19集 第25集 |
| 2001     | 皇家雙妹嘜                | 男青年 賞花人士 便利店職員 貨車司機 阿里 酒保 救援隊成員 | 第1集 同上 第2集 同上 第12集 |
| 2001     | 全職獵人                  | 巴士司机 紀利高（夫） 紀利高（妻） 考生 渡渡 希索加的復仇者 考生 苏米 考生 黑幫嘍啰 豪豬 酒店大堂接待員 觀賽男人 諾斯杜蘭企業職員 拍賣會顧客 占·菲獵斯 | 第4集 第4-6集 第5集 第6集 第9-10集 第15集 第17集 第18-20、22、24集 第19集 第53集 同上 第55集 同上 第75集，代配雷霆 |
| 2002     | 超速搖搖                  | 棒球部成員 電視節目藝人 堂本瞬一的同學 學生 投手 搖搖好手 研究員 Hyper DJ 嘉年華觀眾 中村名人的朋友 工作人員 嘉年華觀眾 北條院家的司機 | 第1集 同上 第2集 第3集 同上 第4集 同上 第6集 第8集 第11集 第13集 第19集 |
| 2002     | 辣妹掌門人                | 梁田健二 Eagles成員 山咲美由的同伴 流氓 秀樹 涉谷男青年 池袋男青年 涉谷男青年 沙灘客 主持人 本多家的傭人 網球比賽評判 電視節目角色 紅魔鬼成員 壽司店食客 竊匪 扒手 電視節目角色 本多麻美的對手們 池袋男青年 眼鏡特務 圍觀者 油漆匠 外送員 生事的男人 警察 藥局職員 片瀨一貴 男學生 | 第2集 第7-8集 第7集 第7-8集 第8集 第13集 同上 第14集 第19集 同上 第20集 同上 第26集 同上 第30集 同上 第31集 同上 第32集 同上 第34-38集 第34集 |
| 2002     | 超級娃娃戰士              | 黑衣人 | |
| 2002     | 六門天外                  | 仙人掌村民 飛行大賽工作人員 豬怪將領 柏加索斯（真實姿態） 克里姆林 父親 大力士兄弟（弟） | 第5集 第6集 第7集 第21、30、48-49、51集 第22集 第27集 第35集 |
| 2002     | 爆旋陀螺                  | 史提芬 保里斯 | |
| 2002     | 海盜媽寶                  | 再造人（黑色） 烂磐的手下 天堂 | |
| 2002     | CYBER守護星               | 和魯夫（星古洛） 市川一太郎 網絡郵差 美食店顧客 嚮導 劍客 醫生 宇宙刑警電子人 維修工 屍體扮演者 工作人員 男人 中學生 村民 採訪記者 教師 投手 | 第2集 第3集 同上 第7集 同上 第8集 第9集 第15集 同上 第16集 第18集 第31集 同上 第35集 第37集 第43集 |
| 2002     | 外星BB撞地球              | 山村水樹 哥沙娜的同鄉 招牌工人 大會司儀 商販 父親 仙人掌俠 為食星人 青年武士 妖怪 速遞員 唱片店老闆 七福神之一 控制時空裂縫裝置停止法寶 男人 月島 | 第17集 第24集 同上 第25集 同上 第48集 同上 第52集 同上 第64集 同上 第71集 只配演第74集，第78集除外 第74集 第75集 |
| 2002     | 幪面貓俠                  | 燕白羅 達也 | 第53集 同上 |
| 2002     | 數碼暴龍3馴獸師之王       | 巡警 靈猴獸 單角龍獸／科學飛龍獸／裁決獸 列車廣播 列車乘客 自衛隊成員 巡警 | 第23集 第41集 第42集 第47集 第50集 |
| 2002     | 咕嚕咕嚕魔法陣II          | 圍觀村民 札曼B 鼠型人獸之一 勸架的魔法使用者 拉卡 勞氣花精靈 勇者 | 第1集 第2集 同上 第9-10集 第9集 第12集 |
| 2002     | 嘻嘻哈哈虎次郎            | 加拉查 | 接替退行的何國星 |
| 2002     | 徽章戰士                  | 辛口公子 | [ 註 110 ] |
| 2002     | 新仙魔大戰2000            | 邊蘇度／邊蘇度二號 | |
| 2002     | 機動戰士08小隊            | 自護軍管制員 聯邦軍士兵（07小隊） 聯邦軍士兵 自護軍士兵 亞斯 聯邦軍管制員 聯邦軍機師 自護軍傷兵艦廣播 自護軍機師 聯邦軍技術員 自護軍士官 聯邦軍士兵 薛羅·阿瑪特 | 第4集 同上 第5集 同上 第8集 第11集 同上 特别篇 同上 |
| 2003     | 雙面特攻                  | 八木橋 | 第2-4集 |
| 2003     | 激鬥戰車                  | 阿Q 的士司機 挑戰者 司儀 保安員 李春 評判 觀眾 新加坡車隊成員 天氣播報員 圍棋學員 阿爾柏特·西拜卡 評判 山姆·法亞 觀眾 評判 滑雪場播報員 觀眾 記者 弗朗西斯·拉查 評判 | 第7、36集 第15集 同上 第16集 第29集 同上 第30集 第33集 第40集 第42集 第44集 第50-52集 第51集 第52集 第54-57集，代配 第54集 第55集 同上 第58集 同上 第60-61集，代配 |
| 2003     | 小魔女DoReMi              | 男演員 吉他手 瀨川音符的支持者 男青年 美國人 馬 企鵝艾杜 的士公司職員 | 第18集 同上 第19集 第26集 第43集 同上 第44集 |
| 2003     | 音樂小彗星                | 棒球員 | 第17集 |
| 2003     | 疾風境界                  | 研究員 高莫丁成員 清除者 炮擊獸 | 第1集 第15集 第16集 第17集 第25集，接替陳卓智 第25集 |
| 2003     | 小天使糖糖                | 數學教師 | 第4集 |
| 2003     | 棋靈王                    | 參賽棋士 男學生 圍棋學會成員 伊藤 男學生 觀賽的男人 旁聽的男人 交流的男人 院生 攝影師 真柴充 村上信一 侍應 考生 荻野 平林 觀賽的顧客 升降機內的男人 圍棋會所顧客 船橋 栗本的秘書 便利店職員 圍棋會所顧客 韓國研究生 考生 小林 考生 圍棋會所顧客 工作人員 美國人 侍應 記錄員 棋士 劉 中國棋院的棋士 記者 | 第5-6集 第7集 同上 第8集 第8-9集 第12集 第17集 同上 第22集 同上 第23-24、28、30、73集 第28-29、71-72集 第29集 第31集 同上 第32集 第33集 同上 第34集 第35集 同上 第37集 同上 第47集 第51集 只配演第54-55集，第56集除外 第54集 同上 第55-56集 第65、67集 第65集 同上 第67集 第70集 第72集 第74集 |
| 2003     | 足球小將 Goal!            | 片桐宗正 富良野應援團成員 格林雅爾德隊球員 東邦應援團成員 格林雅爾德隊球員 迪亞斯 意大利代表隊球員 漢堡隊球員 意大利代表隊球員 球場觀眾 阿姆羅 法國代表隊球員 日本代表隊球員 德國代表隊球員 巴西考生 球場觀眾 布蘭戈隊球員 球場觀眾 巴西代表隊球員 採訪記者 嚮導 加泰羅尼亞B隊球員 錫拉羅 野崎 球場觀眾 酒吧觀眾 護理師 加泰羅尼亞隊球員 文朗尼 球場觀眾 格林雅爾德隊群員 球場觀眾 聖何塞隊群員 球場觀眾 皮埃蒙特隊應援團成員 卡拉布里亞隊球員 球場觀眾 | 第15集 第16、21集 第17-19集 第20集，接替梁志達 第21、24-25集 第22 第22-23集 第23-24集 第24季 第27-28集，僅限部分場口 第28集 同上 第29集 同上 第32集 第32-33集 第33、35集 第34集 第34-35集 第35集 同上 第36集 同上 第36、48-49、51集 只配演第39集 第40-41集 同上 第42集 第43、45集 第45、47-48集 第48-49集 第50集 同上 第51-52集 第51集 第52集 同上 |
| 2003     | 新機動戰記後傳            | 狄奧·麥韋 管制員 平民 | OVA |
| 2003     | 功夫小食神                | 燒林寺的修行僧 燒林寺十八銅人之一 芝麻熊 薯條德 流浪食怪 鎮民 | 第10集 同上 第11集 同上 |
| 2003     | 冒險少年                  | 攝影師 警衛員 衛兵 實驗場廣播 衛兵 機師 | 第2-3、17、20、23-24集 第2集 第18集 同上 第23集 |
| 2003     | 天使‧愛‧美紗              | 廢紙回收汽車司機 眼鏡男人 途人 | 第12集 同上 |
| 2003     | 數碼暴龍4無限地帶         | 機車獸 蘑菇獸 礦石獸／隕石獸 怪蛙獸 柴山純平的朋友 銀鏡獸／魔彈獸／黑究極天使獸 大嘴獸 機車獸 蝙蝠獸 柴山純平的同學 天狗獸 蜜蜂獸 冰獅子獸 冰惡魔獸 飛獅獸 | 第3-4、18、20、41-42集 只配演第4集 第4集 第10、44集 第11集 同上 第15-17、45集 第18、41集 第20集 第24集 第25集 第26集 第27集 第36集 第45集 |
| 2003     | 白雪戰士                  | 螢 流動攤販 廚師 市民 | 全劇 第2集 同上 第11集 |
| 2003     | 七小花                    | 賞花人士 伏見 Willie Kenmore 電子遊戲音效 速遞員 男學生 | 第1集 第7、9-10集 第8集 第13集 第14集 第16集 |
| 2003     | 數碼傳動戰士              | 第三能源基地廣播 | 第5集 |
| 2003     | 超齡細公主                | 衛兵 市民 艾朗克（艾朗王子） 狗狗族的居民 貓哥一世的部下 靈界居民 | 第1集 第2集 第7集 同上 第22集 |
| 2004     | 金田一少年事件簿          | 佐木龍太 檜山達之 北見蓮子的男朋友 | 第60-62集 第73集 |
| 2004     | 踢出我天地                | 一河 鄉原大 城陽茜丘足球隊隊員 國領足球員 土居龍生 富士城北足球員 觀眾 陵星足球員 山之森足球員 採訪記者 足球員 葉成介的隊友 戶田邦和 速遞員 觀眾 松井 森高浩司 天龍足球員 日本国家队足球员 | 第5集 第8集，代配馮錦堂 第9-10集 第9集 第12、26-27集 第14-15集 第16集 第21集 同上 第25集，代配陳卓智 第26集 第29集 第32集 只配演第47集，第50集除外 第48集 第50集 第52集 |
| 2004     | 爆旋陀螺2                 | 湯卡 研究員 機械練習裝置 賊匪 探員 K博士的部下 觀眾 研究員 採訪記者 觀眾 | 第9-10、13-16、18、21-24集 第21集 第28集 第28-29集 同上 第29集 同上 第30、41集 第36、41集，接替雷霆 第44集 第46集 第51集 |
| 2004     | 家有MISS                  | B 男學生 二之舞如月的學生 男學生 滑雪客 男學生 參賽選手 四天王卯月的學生 二之舞如月的學生 演唱廳廣播 電台廣播 電視節目主持人 電視節目表演者 二之舞如月的學生 男學生 | 第1集 同上 第2集 第5集 同上 第7集 同上 第8集 第9集 第10集 同上 第12集 第13集 |
| 2004     | 浮游泉大冒險              | 莫里拉 瞭望員 保魯高的部下 保魯高的傭人 舵手 船員 土匪 船員 土匪 調查隊成員 衛兵 | 第4-6、8-25集 第4集 第6集 同上 第8集 第9集 第10集 同上 第11集 第12集 同上 第13集 同上 第15集 第19集 同上 第20集 |
| 2004     | 少女十七減十一            | 嵐山甚八的部下 男學生 嵐山甚八的部下 男學生 | 第1集 第2集 第3集 同上 第4集 |
| 2004     | 網絡英雄洛克人            | 電擊人 小學生 綾小路家的傭人 司機 交通管制中心人員 綾小路家的司機 日暮闇太郎 秋原市民 彩色人的分身 髮型師 家電鋪顧客 工廠工人 布魯斯 男人 觀眾 餐廳經理 炸彈人 日暮闇太郎（曼哈·尼傑瑪偽裝） 伊集院炎山的部下 避難市民 電腦病毒 巴士乘客 布萊德公主的替身 舞會賓客 騎士人 骷髏人 宇宙開發局研究員 行星人 | 第3集 同上 第3、6集 第6集 同上 第8集 同上 第11集 第12集 第14集 第18-19集 第20集 第22集 第29集 同上 第30集 第39集 第42集 第44集，代配盧國權 第45集，代配陳欣 第45集 同上 |
| 2004     | 小魔女DoReMi              | 黃戰士（機動戰隊彩虹戰士） 指揮官白戰士／假指揮官 流動攤顧客 監考教師 男學生 途人 攝影師 少年 | 第24集 同上 第29集 |
| 2004     | 機動戰士特種計劃          | 亞斯蘭·察拉 艦員 廣播 管制員 密拉姆 艦員 達哥斯坦 反抗兵 藍宇宙成員 札多成員 反抗兵 漢斯 地球軍士兵 維修員 管制員 | 第1集 同上 第2集 只配演第16集，第26集除外 第17集 第18集 第19集 同上 第21集 第22集 同上 第34集 第35、50集 第47集 |
| 2004     | 時空冒險記                | 機械管制員 量子 石頭人 奧撒的部下 戰鬥機械人 阿肥 | 第6集 第16集，代配陳欣 第16集 第19集，代配 第19集 第19、21、23、26集，接替陳卓智 |
| 2004     | 恐龍救地球 (動畫)         | 百奇奧 阿龍 | |
| 2004     | 蝸牛運動會                | Booba | 西班牙動畫 |
| 2004     | 高橋留美子劇場-人魚之森   | 鳥羽島的居民 逆髮島的居民 商販 男人的聲音 警察 殘障者 | 第2-3集 同上 第2集 第4集 同上 第5集 |
| 2004     | 魔法小神童加旋            | 大鷲 窪塚泳太 山中寬嗣 秋山進一（少年） 少年 圍觀者 攝影師 男青年 黑幫嘍啰 甘草米（魔法形態） 貨車司機 | 第1集 第1-2、13集 第10集 第12集 第24集 第36集 第37集 同上 第41集 第52集 |
| 2004     | 銀河戰警                  | 輔佐官 匯報的工作人員 艦員 管制員 罪犯 內奸 鑒定官 金髮男人 顧客 艾奧 管制員 訪客 醫生 軍人 | 第1集 第3集 同上 第7集 同上 第10集 第10、12-13、19、23-24集 第14集 第20集 同上 |
| 2004     | 高橋留美子動漫世界        | 別當 愛崎 紅柿種子糖（糖果戰隊五色戰士） 商販 顧客 高根澤的朋友 與三郎 救護員 | 第3集 第5集 同上 第6集 同上 第7集 同上 第8集 |
| 2004     | 決鬥大師                  | 高各祖 賈米拉 | |
| 2004     | 神鵰俠侶II：襄陽風雲      | 襄陽平民 丐幫弟子 山賊 襄陽士兵 市集商販 圍觀者 | 第34集 第35集 第40集 同上 第44集 同上 |
| 2004     | 忍者龜再作戰              | 韋夫 韋夫（少年） 採訪記者 | 全劇 第3、19集 第12集 |
| 2004     | 帝皇戰紀                  | 被拘禁的男人 地牢人員 被紀因攻擊的男人 機師 恩麥隆 逃難的男青年 逃難者 機師 埃忌 逃難者 觀眾 五賢人的部下 觀眾 逃難者 玩家 商販 密達尤公爵的部下 逃難者 難民 西伯利亞鐵路警察 難民 基拿的同伴 難民 逃難者 玩家 | 第1集 同上 第2集 同上 第2集 第4集 第8集 第10集 第11集 同上 第16集 第17集 同上 第19集 第22集 同上 第23集 第24集 |
| 2005     | 馭龍少年                  | 荻原大介 初中生 觀眾 烏鴉 惡霸 圍觀者 避難者 古惑克的部下 參賽選手 研究員 | 全劇 第2集 第3集 第5集 第8集 同上 第11集 第14、18集 第15集 第19、35集 |
| 2005     | 音速小子X                 | 調度員 警察 SWAT隊員 酒保 抗議的群眾 海鷹號船員 軍事要塞V3的機師 丹尼（青年） The Hobidon 艦員 酒吧顧客 | 第14集 同上 第17集 第18集 第47集 第47-48集 第52、55、69、76集 第60集 第61集 第71集 |
| 2005     | 星夢美少女                | 苗特 | 第38-39、49、51集 |
| 2005     | 召喚王                    | 蘭度 | |
| 2005     | 人生交叉點                | 拳證 野口明的朋友 醉漢 導演 新井 鎮民 大學生 上原 | 第1集 同上 第5集 同上 第6集 同上 第7集 |
| 2005     | 滴骰孖妹                  | 喜美 送信的男人 太陽 太空人 W.C.肉豪佬 錢湯仁麻呂 商店街的圍觀者 理髮店顧客 玩具店外的途人 大樓內的男人 | 第1輯 第3輯第19集 第3輯第20集，代配 同上 第3輯第45集，代配黃榮璋 第3輯第48集 第3輯第52集 第3輯第64集 第3輯第66集 同上 第3輯第90集 |
| 2005     | 鋼之鍊金術師              | 圍觀鎮民 敲鐘人 鎮民 約翰·夏卜 軍人 尤基的部下 圍觀的軍人 火車站職員 48號／快刀手（兄） 軍人 死囚 多徹特 法蘭克·亞齊的部下 軍人 | 第1集 第2集 同上 第7集 第8集 第9集 第13集 第16集 第19-22集 第22集 同上 第30、32-34、39集 第32集 第45集 |
| 2005     | 希臘封神榜                | 赫菲斯托斯（火神） 原始人 村民 追求者 村民 馬 兵群 忒修斯 艾奧羅斯 島民 阿加曼農 希臘兵 巨蛇 | 第2集 同上 第3集 第10集 第11集 第12集 同上 第24、29、39集 第24集 第31集 第34-35集 第35集 同上 |
| 2005     | 棋靈王之對決北斗盃        | 古瀨村 棋士 | 電視特別版本 |
| 2005     | 手塚治虫作品-火之鳥       | 士兵 村民 月壇 工人 國司 火壇 兵群 洛比泰 | 第8集 同上 只配演第8集 第9集 同上 第9-11集 第11集 第12-13集 |
| 2005     | 至NET奇兵                 | 查理 占姆斯·芬遜 李維 | 第3集 第8集 只配演第9集 |
| 2005     | 我要上太空                | 鈴木秋 學生 鴨川友朗的同事 教師 | 第7集 第8集 第12集 第16集 |
| 2005     | [ 註 161 ]                | 精靈圖鑒 海星星 美容院職員 地鐵站職員 收訊台職員 多多組男成員 自然公園職員 榛果球 承包商 研究員 大隻牛的訓練員 道館學員 蚊香蛙／牛蛙君 發電廠職員 果然翁 沙吉拉的訓練員 戴魯比的訓練員 男人 魔雀 怪味花的訓練員 裁判員 松葉 大口蝠 奉神犬 滾動岩 裁判員 詐騙犯的部下 男人 白色鎮的居民 攝像師 村民 電擊獸 司儀 賣鯉魚王的大叔 船員 道館學員 空木 祭典人員 觀眾 高超鴨 南波的部下 大力 吸盤小丑 蚊香蛙 飛天螳螂的訓練員 沙吉拉 村民 火箭兵團成員 黑暗鴉 觀眾 競技公園職員 噴火龍 胖波 藍鱷 圍觀者 蚊香蛙                                                                                | 第231-233集除外 部分除外 第160集 同上 第162集 同上 第163集 同上 第164集 第165集 第168集 同上 第173集 第175集 同上 第178集 第179集 第180集 第181集 同上 第186集，代配林元春 第192集 第195集 第196集 第197集 同上 第199集 同上 第200集 第201集 第203集 第203集，交接情況有待確認 第207集 第211集 第214集 第218集 同上 第219集 第222集 第223集 第225集 第227、268、275集 第227集 第230集 第235集 同上 第237集 第243集 第245集 第250集 同上 第266集 同上 第267集 第270集 |
| 2005     | 銀河五虎將                | 拉雷斯‧維斯達 | |
| 2005     | SD高達                    | 渣古子 渣古兵主持人 潛水大炮二號 渣古兵主持人 根比利一號的管制員 SDG成員 洛克 渣古兵 渣古兵主持人 | 第14集 第15集，代配 第16、18集 第17-18集，代配 第18集 同上 第33、41集 第33集 第39集，代配 第41集，代配 |
| 2005     | 火影忍者                  | 音隱忍者 左近 木之葉忍者 文造 溫泉顧客 | 第67、69-70集 第68-69、80集 第68集 第97集 同上 |
| 2005     | 機甲露寶                  | 救護員 摩托車機械人 設施員 劫匪 奇蹟隊長 撞擊陀螺 船員 爆破品處理員 | 第3集 同上 第12集 第19集 第38集 只配演第51集，第53集除外 第51集 同上 |
| 2005     | 唱K小魚仙                 | 男青年 籃球少年 酒店職員 滑浪大賽評述員 | 第19集 同上 第24集 第26集，代配黃啟昌 |
| 2005     | 魔剎                      | 採訪記者 救護員 艾馬 報社職員 艾花·凱力文的姘頭 流氓 警察 恩·薛谷的朋友 警察 | 第1集 同上 第5集 第6集 第14集 第30集 第43集 第43、48集 第48集 |
| 2005     | 機械小立方                | 自販寶 主持寶 | 韓國動畫 |
| 2005     | 我們這一家                | 森同學 電視節目旁述 速遞員 田中 便利店職員 高中生 電視節目主持人 特別報道旁述 惡作劇電話 電視節目藝人 | 第49、53集 第49集 第53集 第54集 第55集 同上 第84集 同上 第90集 第92集 |
| 2005     | 龍王傳說                  | 隊員 J2（積克莊信） 教師 電視新聞主播 記者 性命倉庫的音效 視頻中的男人聲 球證 雪人 圍觀者 農戶 群眾 農戶 司機 黑暗天才公司職員 小妖精 | 第1集 第9集，接替李致林 只配演第25集 第25集 第26、31、34、39集 第26集 第32集 第32、39集 第34集 第38集 同上 第39集，代配 第39集，接替潘文柏 第43集 第44集 |
| 2005     | Bom Bom彈珠人太空戰士     | 飛龍隊長 麵店食客 達哥 B1大會裁判 電視采訪記者 足球彈珠燕 巴古拉（少年） 彈珠人群眾 麥克斯的複製品 天空捷達程式 | 只配演第11-13集，第16集除外 第13集 第30集 第37集，接替張炳強 第38集，代配 第38集 第42集 第47集 第47-48、50集 第49集 |
| 2005     | 重力王                    | 宴會客群 戰鬥機系統程式 政府高官 艦員 管制員 宴會賓客 軍人 EFA廣播 | 第1集 同上 第1-3、5集 第2集 同上 第11集 |
| 2005     | 熱斗洛克人                | 網路領航員 野獸人 網路領航員 日暮闇太郎 科學歷史學園的職員 布魯斯 電擊人 航空管制官 保安領航員 避難市民 貨車司機 戲院觀眾 科學省的研究員 地熱發電所的職員 遊戲店老闆 搬貨工人 魚販 途人 科學省的研究員 網路領航員 電視節目角色 商業街廣播 流浪狗 網路警察總部的通訊員 | 第1集 第1-2、8、17、46集 第2集 第8集 第9、15集 第12集 同上 第17集 第18集 同上 第20集 第24集 第25集 第32集 同上 第33集 同上 第41集 第45集 同上 第47集 |
| 2005     | 滴骰孖妹聖誕歷奇          | 喜美 | 電視特別版本2 |
| 2005     | 勇者王終極任務            | 牛山次男 巴黎警察 雷龍 天海勇 超神龍／超龍神 索魯搭波J | 第1、5-8集 第1集 只配演第2集，代配蘇強文 第2、8集 第2、7-8集，接替李錦綸 第3、5-8集，接替梁偉德 |
| 2006     | 翼之奇幻旅程              | 四月一日君尋 淺黃笙悟的部下 自衛隊的隊長（珍度國） | 第2集 同上 第13-15集 |
| 2006     | 深海霸王99                | 菊地 | |
| 2006     | 忍者亂太郎                | 大木雅之助 斜堂影磨 | |
| 2006     | 怪醫黑傑克                | 醫生 鯨岡的兒子 正義幪面俠 阿俊 朝戶麗美的同學 棒球手 採訪記者 西鄉 居酒屋老闆 特急列車乘客 電視新聞主播 伊魯國軍人 交通警 貨車司機 醫生 演唱會觀眾 | 第1集 第11集 第12集 同上 第17集 第18集 第24集 同上 第34集 同上 第39集 同上 第40集 同上 第46集 |
| 2006     | 抓鬼天狗幫                | 誠一 健一郎 途人 侍應 愛德華 蓮見了寬的職員 義夫 書生 妖怪 | 第4集 第16集 同上 第17集 同上 第18集 第19集 第20集 第25集 |
| 2006     | 哈姆太郎                  | 佐治 食客 工作人員 哈姆次郎 警察 送貨員 貘 | 第161集 同上 第162集 第162、169集 第169集 第197集 第198集 |
| 2006     | 日式麵包王                | 應考者 麵包師傅 棒球比賽播報員 觀賽男人 阿古 觀賽男人 保夫·凱撒 觀賽男人 英國代表隊成員 馬戲團團員 衛兵 觀眾 舒偉恩 影子·韋特 觀眾 救護員 衛兵 醫生 觀眾 列車乘務員 園藝師 觀眾 大蔥 觀眾 打手 堤政伸 觀眾 新人職員 | 第2集 同上 第13集 第14集 第24集 只配演第24集 第24集 同上 第30、32-35、37-38、42-43集 第32集 第36集 第38集 同上 第41集 第42集 第43集 第44集 同上 第44-45、50-52集 第45集 第49集 同上 第51集 同上 第52集 同上 第59-60集 第60集 第61集 第61-63集 第66集 同上 |
| 2006     | 妮嘉尋親記                | 侍應 圍觀者 政府職員 新聞記者 馬鞍店職員 火車醉客 郵輪船員 | 第17集 第36集 同上 第37集 第40集，接替黃榮璋 第41集 同上 |
| 2006     | 陰陽大戰記                | 太刀花離久的同學 祭典人員 芽吹萬內 鬥神士 榎實麻呂 | 第1、9集 第1集 第2集 第9集 |
| 2006     | 機動戰士特種命運          | 亞斯蘭·察拉 管制員 維修員 地球軍士兵 管制員 洛高斯高層 殖民衛星高層 管制員 地球軍艦隊廣播 奥布市民 管制員 艦員 札多軍士兵 札多軍機師 奥布軍士兵 | 第3集 同上 第4集 第5集 同上 第9集 同上 第12集 第14集 同上 第26集 同上 第34集 第40集 |
| 2006     | 魔豆傳奇                  | 加老 | |
| 2006     | Keroro軍曹                | 情侶（男） 飛行偵測雷達 變身的動物 變身的烏鴉 毒蛇（弟） 梅子鰻魚怪 自動售賣機的顧客 自動售賣機器人 土下座衛門 電視新聞事主 目擊者 老鼠星人（前頭） 蓋巴特 高達（Keroro的想象） 毒蛇（表哥） 機械兔202號 怪盜毒蛇（遠房親戚） 狗 警衛員 | 第12集 第31集 第32集 同上 第57集，接替盧國權 第57集 第58集 同上 第59集 同上 第70集 同上 第74集 同上 第76集 第78集 第80集 同上 |
| 2006     | 七武士                    | 盜賊 村民 宇京 武士 兔跳兔 雷電 天尊 | 第1集 第2集 第2-8、14、17-26集 第6集 第13集 第14集 第18-19集 |
| 2006     | 魔界女王候補生            | 狄古 男學生 沙灘客 皮亞爾 男青年 場務 禮物玩偶 宴會賓客 攝影師 評判 | 第1-29、31-33、35-49、51集 第1集 第8集 第10集 第11集 第12集 第26集 第29集 第37集 第40集 |
| 2006     | [ 註 182 ]                | 精靈圖鑑 訓練員 噴火龍 大針蜂 蛇紋熊 沙基拉／班吉拉 飯匙蛇 施工工人 男人 蛇紋熊 土狼犬／大狼犬 司儀 大針蜂 大力鱷 教師 研究員 鐵腕 龍蝦小兵 吼爆彈 土居忍士 大狼犬 火焰三號 廣海 畢希的同事 訓練員 羅伯特 | 第2集 第3集 第5集 同上 第6集 第9集 同上 第10集 第11集 第13集 第14集 第15集 同上 第17集 第20、31集 第21集 第22-23、26-27集 第27集 只配演第27集 只配演第27、36集 第32集 第33集 第35集 同上 |
| 2006     | 玻璃面具                  | 圍觀者 北島真夜的同學 速水真澄的同事 劇團訓練生 一角獸劇團成員 導演 采訪記者 速水真澄的部下 男人 演員 場務 采訪記者 劇團訓練生 姬川亞弓的部下 采訪記者 工作人員 補習社教師 采訪記者 | 第1集 第2集 第5集 第5、8、11集 第11集 第25集 同上 第25、27集 第25集 第26集 同上 第27集 第34集 同上 第41集 第42集 |
| 2006     | 甲賀忍法帖                | 朗讀告示的男人 | 第22集 |
| 2006     | 麵包超人                  | 芝士狗 | |
| 2006     | 飛艇急轉彎                | 參賽選手 觀眾 維修員 參賽選手 觀眾 觀賽選手 觀眾 記者 選手 高原 便利店職員 記者 選手 沖田龍一郎 艇迷 觀眾 記者 觀眾 賽會廣播 警衛員 | 第5集 同上 第6集 同上 第7集 第9集 同上 第10集 同上 第11集 第13集 同上 第14集 第18集 第32集 第33集 同上 第41集 同上 |
| 2006     | 唱K小魚仙                 | 目擊者 電視節目司儀 歌迷 圍觀歌迷 | 第4集 第26集 同上 第29集 |
| 2006     | 聖鬥士星矢冥王十二宮篇    | 雙魚座·阿夫羅迪 地妖星·蝴蝶美由 | 第1-3集 第7集 |
| 2007     | 奇幻魔法Melody            | 足球部成員 觀賽學生 馬可 沙灘客 | 第5集 同上 只配演第11、17集 第19集 |
| 2007     | 洛克人網絡保衛戰          | 日暮闇太郎 布鲁士 警察 賽車技術員 真邊鈴的同事 馬哈尼兄弟的鄰居 客機機師 科學省的研究員 圍觀者 保安領航員 銀行操作員 參賽選手 | 只配演第1-3、9、16、25集 第3集 第7集 第16集 同上 第17集 同上 第21集 第30集 |

### 劇場版／動畫電影
| 首播年份 | 作品名稱                                        | 配演角色                                                           | 備註                                        |
| -------- | ----------------------------------------------- | ------------------------------------------------------------------ | ------------------------------------------- |
| 1997     | 龍珠劇場版之生化戰士                            | 科學家 生化戰士                                                    |                                             |
| 1999     | 金田一少年事件簿劇場版：歌劇院新殺人事件        | 綠川由紀夫 間久部青次                                              | 安樂影片發行VCD版                           |
| 2000     | 皇家雙妹嘜之東京攻略                            | 交通警員 派出所接線警員 警官 警頻無線電 出口 交通警員 直升機駕駛員 |                                             |
| 2001     | 柯南偵探電影 - 攞命啤牌                         | 辻弘樹 途人 接待員 直升機駕駛員                                    |                                             |
| 2001     | 蟻哥正傳                                        | 領隊 跳舞的兵蟻 指揮官 兵蟻 大臣 工蟻 兵蟻 蚊 兵蟻                 |                                             |
| 2002     | 數碼暴龍大電影 - 我們的戰爭                     | 摩天輪上的男人 電視新聞主播 髮型師                                 |                                             |
| 2002     | 消防員的故事                                    | 指揮台調度員 圍觀者 脱險的市民 大禮堂職員 圍觀者                   |                                             |
| 2004     | 忍者亂太郎之決戰毒菇城                          | 雪條顧客 毒菇城的忍者 藥劑師                                       |                                             |
| 2004     | 哥洛 獨立軍飛船語音 銀河漂流船隊機師 獨立軍成員 |                                                                    |                                             |
| 2006     |                                                 | 汪格爾 科古羅基黨成员                                              | 寰宇镭射发行，公映版本 DVD／VCD版本 TVB版本 |
| 2006     | 天上人警報 盗猎者 電視新聞主播 音樂劇旁述       |                                                                    | 寰宇镭射发行，公映版本 DVD／VCD版本 TVB版本 |
| 2006     | 少年 直銷百貨客服                               |                                                                    | 寰宇镭射发行，公映版本 DVD／VCD版本 TVB版本 |

### 特攝片
| 首播年份 | 作品名稱              | 配演角色 | 角色演員                     | 備註 |
| -------- | --------------------- | --- | ---------------------------- | --- |
| 1996     | 忍者戰隊              | 正一 的士乘客 之拉也（Ninja Black） 阿支阿拉 買衣服的男人 妖怪 珠寶店經理 太郎 市民 | 小杉健 土屋圭輔              | 第2集 第3集 第3-24、26-53集 第4、53集 第11集 第21集 第41集 第44集，代配 第51集 |
| 1998     | 超人迪加              | 大伍（超人迪加） 長野 | 長野博                       | 全劇 第49集 |
| 1998     | 霹靂戰隊              | 卡洛斯（第二任霹靂綠戰士） | Roger Velasco                | |
| 1998     | 星空戰隊              | 銀河劍士·比力昂 | 山下伸二                     | |
| 1999     | 超人帝拿              | 狩矢孝平 訓練生 ZERO基地聯系員 高川 擊球手 D2實驗室職員 偵察機成員 工作人員 伊當積高（米茲星人） 新聞主播 TPC成員 挖掘人員 藤倉 海底研究基地成員 TPC成員 電視播報員 男人 群眾 愛莫斯的控制員 園佳的朋友 宇宙海盜 TPC成員 佐易冷夏的下屬 大伍 | 加瀬尊朗 長野博              | 全劇 第1-2集 第1集 第4集 第5集 第7集 第10集 第12集 只配演第13集，第30集除外 第20集 第21集 第22集 第23集 同上 第26集，接替黎偉明 第27集 第31集 同上 第32集 第33集 第42集 第48集 第49集 第50-51集 |
| 1999     | 重甲戰隊              | 旁白 舒华洛兹 亞馬魯士兵 市民 甲斐拓也的同事 挖掘工人 警察 懶惰青年 懶惰警察 工人 保安員 汽車維修員 狗仔隊 研究員 男青年 學員 醫生 新郎 禮羅                                                                                                 |                              | 第1集 第8集 第11集 第12集 同上 第13集 同上 第15集 同上 第19集 第31集 第33集 第34集 第35集 第37集                                                                                                |
| 2000     | 機甲小寶              | 蜘蛛怪 |                              | 全劇 |
| 2000     | 超人大電影 迪加與帝拿 | 狩矢孝平 | 加瀬尊朗                     | |
| 2000     | 數碼戰隊              | 科研理事會成員 劍道部成員 岩田 佐藤 研究員 蟬魔怪 侍應 被襲擊的工人 黑魔怪（邪電軍團邪惡戰隊） 三村 市民 原田 地獄魔怪 I.N.E.T.隊員 |                              | 第5集 同上 第12集 第13集 第26集 同上 第29集 第38集 第38-39、41-43、48集 第47-48、50集，接替梁志達 第47集 第49集 同上                                                                            |
| 2001     | 超人佳亞              | 仲治 米田達彥 記者 巡警 市民 G.U.A.R.D.隊員 上班族 Geo Base警備員 廣播員 酒吧老闆 Lizard隊員 練習生 武 島本 麵店食客 | 加々美正史 賀川黒之助        | 第1集 第4集 第14集 同上 第24集 同上 第25集 同上 第34集 第35集 第43集 第47集 |
| 2001     | 星獸戰隊              | 勁風（綠星獸） | 末吉宏司                     | 全劇 |
| 2002     | 超人迪加身世之謎      | 大伍（超人迪加） 狩矢孝平 | 長野博 加瀬尊朗              | |
| 2003     | 超人高斯              | 土井垣浩次 | 須藤公一                     | 後期接替李錦綸 |
| 2003     | 百獸王                | 奧魯基度 雷神等離子奧魯古 群眾 警察 的士司機 電視新聞記者 市民 流氓 婚紗奧魯古 漁夫 司機 武士公仔奧魯古 牙吠紅（複製戰士） 司機 電單車奧魯古 剪草機奧魯古 店員 男青年 電視新聞主播 程序員 工廠工人                                           |                              | 第1集 同上 第2集 同上 第5集 第6集 第7集 第8集 第11集 第12集 第19集 第20集 第22集 第25集 同上 第39集 同上 第40集                                                                                 |
| 2004     | 幪面超人龍騎          | 保安員 中村 神崎士郎 教師 圍觀者 被捕的男人 警察 秋山蓮的舊相識 神崎士郎（少年） 踩單車的男人 手塚海之（幪面超人海鰩） 採訪記者 三上直也 警察 幪面超人奧丁 採訪記者 船員 警察 市民                                                           | 菊地謙三郎 平野勇樹 高野八誠 | 第3集 同上 第4集 第6集 第10集 同上 第11集 同上 第12集 第14集 第15集 第19集 第31集 同上 第36集 第39集 第49集                                                                                     |
| 2005     | 忍風戰隊              | 遁地忍者遁地龍 椎名鷹介的同事 霞一甲（甲雷俠） 男人 計分器聲效 男人 侍從 | 白川裕二郎                   | 第4集 第4、51集 第9集 第22集 第26集 第47集 |
| 2005     | 超星神                | 加賀祐二 阿魯哥外星人 | 中倉健太郎                   | 第33-34集 第46-48集 |
| 2005     | 幪面超人555           | 草加雅人（幪面超人Kaixa） 踩單車的男人 草加雅人（少年） | 村上幸平                     | 第13-17、21-48集 第20集 第23集，接替鄭麗麗 |
| 2006     | 爆龍戰隊              | 流浪武士 炸彈蒲公英獅獸 辰吉傳次郎（少年） 飛鳥的同伴 黑白魔兵 彌斯賀（少年） 醫生 足球員 黑白魔兵 無限使徒·霍華 紅劍爆龍 聖誕花禮物馴鹿獸 調查員 黑白魔兵                                                                                   |                              | 第13集 第13、44集，接替劉昭文 第14集 第17集 同上 第17集，前部份場口除外 第18集 第33集 同上 第35-36集，代配潘文柏 第36集，代配潘文柏 第41、43集 第42集 第43集                                    |
| 2006     | 超人力斯              | 汽車情侶（男） 警察 保吕草 TLT隊員 | 林泰文                       | 第5集 同上 第19-20集 第35集 |
| 2006     | 幪面超人劍            | 高中生 上城睦月的前輩 騎摩托車的男人 |                              | 第17集 第17-18集 第18集 |
| 2007     | 特搜戰隊              | 婚禮賓客 巡警 警察 避難市民 |                              | 第1集 同上 第2集 同上 |

### 日劇
| 首播年份 | 作品名稱           | 配演角色 | 角色演員                     | 備註                                                                             |
| -------- | ------------------ | --- | ---------------------------- | -------------------------------------------------------------------------------- |
| 1994     | 愛情白皮書         | 取手治 搬屋工人                                                                                              | 木村拓哉                     | 第4-11集，接替羅偉傑 第11集                                                      |
| 1995     | 阿信的故事         | 八代希望（青年）                                                                                             | 鹽屋智章                     |                                                                                  |
| 1996     | 叛逆學生妹         | 水谷雄司 | 伊崎充則                     |                                                                                  |
| 1998     | 金田一少年事件簿II | 和久田春彦 土門龍太郎 米村                                                                                   | 相島一之 秋山純 正名僕蔵     | 第5-6集 第7集 第8-9集                                                            |
| 1998     | 新鬼馬小夫妻       | 占部匠 | 松田敏幸                     |                                                                                  |
| 2000     | 二千年之戀         | 機場警衛 佐伯健志的同事 錄像帶演員 系統工程師 目擊者                                                         | 近藤京三                     | 第1集 第1-4、6-7集 第3集 第4集 第6集                                             |
| 2000     | 沒有天使的街角     | 墨鏡黑人 影碟店職員 接待員 宴會賓客 圍觀者 擊拳顧客 警衛員                                                   |                              | 第1集 第1、3集 第1集 同上 第2集 第3集 同上                                       |
| 2000     | 悠長假期           | 助導 侍應 便利店職員                                                                                         |                              | 第1集 同上                                                                       |
| 2001     | 新聞女郎           | 電視台職員 常務秘書 恐嚇者                                                                                   | 大高洋夫                     | 第9集 同上                                                                       |
| 2001     | 向井荒太的動物日記 | 向井荒太 | 堂本剛                       | 全劇                                                                             |
| 2001     | 戀愛世紀           | 日置 杉野 迎賓的社員 侍應 落選的社員                                                                         | 原田修一 丸山浩之            | 全劇 第1、3-6集 第1集 第10集 第11集                                              |
| 2001     | 冰之世界           | 稻本 遊艇事務所職員                                                                                          | 樋口浩二                     | 第4、10集 第6集                                                                  |
| 2001     | 律政英雄           | 鴨井修治 烹飪班學員 電視廣告推銷員 小山田秀二 記者 貨車司機 警員 店主 醫生 警員 球館警衛 檢察院警衛 采訪記者 | 福本伸一 北山雅康            | 第3集 同上 第4集 同上 第6集 同上 第7集 第9集 第11集 第11集，代配 第11集          |
| 2002     | 靈感 Super Girl    | 松本優二 | 伊藤隼人                     |                                                                                  |
| 2003     | 金融小子           | 榎本直人 被打的存戶 警察                                                                                     | 鳥居紀彦                     | 第2集 第12集 同上                                                                |
| 2004     | 熱烈的中華飯店     | 便利店顧客 流氓 船員 廚師                                                                                    |                              | 第1集 同上 第3集                                                                 |
| 2004     | 夢想飛行Good Luck  | 新聞播報員 維修員 塔台廣播 熊川哲也 機場廣播                                                                 | 熊川哲也                     | 第4集 同上 第5集 第7集                                                           |
| 2004     | 5C班新人王         | 櫻木仙太郎                                                                                                   | 堂本剛                       | 全劇                                                                             |
| 2005     | 超能嬌妻           | 醫生 黑紋組的組員 電視節目主持人 電視台職員 救護員 醫生 健身教練                                             | 窪園純一 入江雅人 康喜弼     | 第2集，代配陳曙光 只配演第2集，第8集除外 第2集 同上 只配演第3集，第9集除外 第9集 |
| 2005     | 冰之驕子Pride      | 觀眾 冰曲球員 醫生 冰曲球員                                                                                  |                              | 第1集 同上 第8集 同上                                                            |
| 2005     | 在世界中心呼喚愛   | 真島順平 | 鳥羽潤                       |                                                                                  |
| 2005     | 新排球女將         | 會場播報員                                                                                                   |                              | 第11集                                                                           |
| 2006     | 女系家族           | 侍應 |                              | 第4集                                                                            |
| 2006     | 電車男             | 井村駿平 | 大倉孝二                     | 第5集                                                                            |
| 2006     | 女王的教室         | 眼鏡青年 |                              | 第11集                                                                           |
| 2006     | 海猿               | 田所慎二 | 齋藤工                       |                                                                                  |
| 2006     | 利家與松           | 農民 拾阿弥 旗本武士 村民 武將 豐臣秀次 蒲生氏鄉（成年）                                                     | 出光秀一郎 池内万作 宇崎慧   | 第1集 第2、47集 第4集 第18集 第30集 第31、34、45集 第41、43-45集                 |
| 2006     | 一公升眼淚         | 圍觀學生 池田良馬 男學生                                                                                     |                              | 第1集 第1、4、8集 第8集                                                          |
| 2006     | 垃圾律師           | 侍應 流氓 眼鏡同志                                                                                           | 坂本ちゃん                   | 第2集 同上 第6集                                                                 |
| 2006     | 飆風引擎           | 機械員 攝影師 雅也 情侶（男） 影碟店職員                                                                     | 大口兼悟 宇賀神亮介 執行利一 | 第1集 同上 第3、6集 第6集 同上                                                   |
| 2007     | 電車男DX最後之聖戰 | 御宅族青年 御宅族兄弟（兄）                                                                                  | 河本準一                     | 完結篇                                                                           |
| 2007     | 黑色太陽           | Pink Soda侍應 顧客 途人 立花篤的同事                                                                         |                              | 第2-3集 第3集 同上 第6集                                                         |

### 韓劇
| 首播年份 | 作品名稱   | 配演角色                                                                              | 角色演員 | 備註                                                                                              |
| -------- | ---------- | ------------------------------------------------------------------------------------- | -------- | ------------------------------------------------------------------------------------------------- |
| 2004     | 天國的階梯 | 被捕的黑幫嘍啰 火車乘客                                                               |          | 第14集 同上                                                                                       |
| 2005     | 大長今     | 圍觀村民 官兵 張尚膳 官兵 從事官 大方 栗子 官兵 從事官 漁夫 熟手 士兵 白丁 義禁府軍官 | 申國     | 第2集 同上 只配演第3集，其餘除外 第3集 第8集 同上 第9集 第16集 第30集 第39集 同上 第58-59集       |
| 2005     | 浪漫滿屋   | 餐廳情侶（男） 會議上的職員 攝影師 接待員                                             |          | 第4集 第6集 第8集 同上                                                                            |
| 2005     | 悲傷戀歌   | 查理                                                                                  |          |                                                                                                   |
| 2005     | 假面真心   | 張前輩                                                                                |          |                                                                                                   |
| 2006     | 人魚小姐   | 送米工人 速遞員 敏秀 攝影師 婚宴賓客 酒店大堂接待員 拍照的新郎 搬屋工人               |          | TVB版本第23集 TVB版本第39集 TVB版本第108集 TVB版本第109集 同上 TVB版本第113集 同上 TVB版本第134集 |
| 2006     | 宮         | 柳煥                                                                                  | 嚴誠模   |                                                                                                   |
| 2006     | 布拉格戀人 | 安東南                                                                                | 河正宇   |                                                                                                   |

### 中／港劇
| 首播年份 | 作品名稱          | 配演角色 | 角色演員 | 備註 |
| -------- | ----------------- | --- | -------- | --- |
| 1999     | 南龍北鳳          | 圍觀者 初八 圍觀者 衙差 攤販 燕山會館弟子 店小二 圍觀者 | 蘇智     | 第5集 第5-6、8、10、12、16-17集 第6集 第7集 第8集 第11集 第11、17集 第11集 第12集 |
| 2002     | 少年包青天II      | 馬漢 賀奔 | 姚健     | |
| 2002     | 鐵齒銅牙紀曉嵐    | 劉全 | 張春年   | |
| 2003     | 鐵齒銅牙紀曉嵐II  | 劉全 | 張春年   | |
| 2004     | 大唐雙龍傳        | 士兵 宋家馬伕 太監 海沙幫弟子 被打的表演者 刺客 鸚鵡 海沙幫弟子 被打的途人 瓦崗軍士兵 烏鴉 瓦崗軍士兵 軍營士兵 茶寮老闆 群臣 偽裝的士兵 兵群 匯報的士兵 士兵 傳話侍從 揚州途人 顧客 兵群 被擒的武林人士 匯報的士兵 兵群                                       |          | 第2集 同上 第3集 同上 第4集 同上 第7集 第12、15、16集 第17集 同上 第23集 同上 第26集 同上 第28集 同上 第29集 第31集 同上 第32集 第35集 第35-36集                                      |
| 2005     | 乾隆王朝          | 秦三兒 河南平民 衙差 侍衛 傳報侍衛 衙差 匯報的士兵 兵群 和府家丁 老二（修堤民夫） 使節團的成員 朝廷文官 河南官差 齊順 李大人 轎夫 | 吳志國   | 第10集 同上 第12集 第14集 第15集 同上 第20集 同上 第25集 同上 第28集 同上 第33集 第36-37、39-40集 第37集 第39集                                                                       |
| 2006     | 鐵齒銅牙紀曉嵐III | 劉全 | 張春年   | |
| 2006     | 棟篤狀王          | 聚賭書吏 店小二 衙差 賭坊伙記 店小二 尋歡客 妓院伙記 囚犯 玉珮物主 書吏 當鋪伙記 衙差 太監 獄卒 衙差 |          | TVB版本第3集 同上 TVB版本第4集 同上 TVB版本第6集 TVB版本第7集 同上 TVB版本第9集 TVB版本第14集 同上 TVB版本第22集 同上 TVB版本第24集 TVB版本第26-27集 TVB版本第26集                    |
| 2006     | 遊劍江湖          | 宋府家丁 龍門鏢行的鏢師 北宮望的部下 武林中人 酒家顧客 小馬 中州鏢行的鏢師 店小二 兵群 御林軍侍衛 人質 兵頭 喜宴賓客 群賊 目擊者 張哥 扶桑派弟子 中州鏢行的鏢師 送藥的小二 鏢師 群賊 圍觀者 聚眾 市集商販 群賊 醉客 鏢頭 聯盟鏢師 莊府親戚 聯盟鏢師 途人 官兵 |          | 第4集 第5集 第9集 第10集 同上 第15集 第16集 同上 第17集 同上 第22集 第23集 同上 第24集 第25集 第28集 第29-30集 第29集 第30集 同上 第31集 同上 第32集 第33集 第35集 第36集 同上 第39集 |
| 2006     | 爭霸              | 吳國士兵 吳國士兵 楚國朝臣 吳國侍衛 伍子胥的部下 吳國士兵 傳話隨從 軍營士兵 越國農民 陳國士兵 傳話侍從 吳國侍衛 伍子胥的部下 |          | 第3集 第5集 第6集 第7集 第9集 同上 第13集 同上 第21集 同上 第22集 同上 |
| 2007     | 喬家大院          | 长栓 | 馬勇     | |

### 台劇
| 首播年份 | 作品名稱     | 配演角色 | 角色演員 | 備註 |
| -------- | ------------ | --- | -------- | --- |
| 有待確認 | 刺客列傳     | 不明 |          | |
| 1994     | 書劍恩仇錄   | 心硯 |          | |
| 1999     | 表妹吉祥     | 郎劍 劫匪 鄭老闆的部下 李子雄的部下 | 牟鳳彬   | TVB版本第2-3集 TVB版本第4、6集 TVB版本第5集 TVB版本第26集 |
| 2001     | 情深深雨濛濛 | 秦五爺的保鏢 宴會賓客 舞廳觀眾 舞廳司儀 男學生 警察 消防員 顧先生 男學生 舞廳侍應 陸夢萍的酒友 報社記者 抗議廠工 陸部隊軍人 黑衣男學生 魏光雄的部下 軍人 婚宴攝影師 軍人 | 徐震     | TVB版本第4集 同上 TVB版本第7集 TVB版本第11集 同上 TVB版本第12集 TVB版本第21集 TVB版本第22集 同上 TVB版本第36集 TVB版本第39集 TVB版本第40集 同上                                        |
| 2005     | MVP情人      | 刀仔 | 彭康育   | |
| 2005     | 七年級生     | 霸仔 鄭昌明 |          | |
| 2005     | 仙劍奇俠傳   | 樵夫 拜月教徒 |          | |
| 2005     | 火線任務     | 肥鼠 阿趙 |          | |
| 2006     | 惡作劇之吻   | 蟑螂 | 王帝鈞   | 第1-5、8、18、20集 |
| 2006     | 倩女幽魂     | 玄武 | 朱峰     | |
| 2006     | 天下第一     | 侍衛 太監 侍衛 小川子 巨鯨幫弟子 三台 鎮民 祖著 蜈蚣 太監 巫幫弟子 成是非的朋友 巫幫弟子 太監 盲人                                                                       |          | TVB版本第1集 同上 TVB版本第2集 TVB版本第2、9集 TVB版本第8集 TVB版本第11集 同上 TVB版本第11-13集 TVB版本第12集 TVB版本第18集 TVB版本第20集 TVB版本第21-22集 TVB版本第22集 TVB版本第29集 |

### 歐美劇
| 首播年份 | 作品名稱         | 配演角色                                                                          | 角色演員 | 備註                                                                                           |
| -------- | ---------------- | --------------------------------------------------------------------------------- | --- | ---------------------------------------------------------------------------------------------- |
| 1998     | X檔案 V          | 史謝菲                                                                            | Chris Owens |                                                                                                |
| 1998     | 仁心仁術IV       | Lars Audia                                                                        | J.P. Hubbell | 交接情況有待確認                                                                               |
| 1999     | X檔案 VI         | 史謝菲                                                                            | Chris Owens |                                                                                                |
| 2001     | 新埃及妖后       | 屋大維                                                                            | 魯珀特·格雷夫斯 | 迷你劇集                                                                                       |
| 2002     | 神話西遊         | Perimides Menelaus的部下 船夫                                                     | Andoni Anastasse | 迷你劇集                                                                                       |
| 2002     | 神將福星         | 捷忒斯                                                                            | Rhys Miles Thomas | 迷你劇集                                                                                       |
| 2003     | 雷霆傘兵         | 彭法蘭 伞兵（第82空降师） Hans Schmidt 薛 龔年尼 阿髦 宋河拔 軍人                 | James Madio 不明 Jonie Broom Philip Barantini 尼爾·麥克唐納 George Calil 盧克·羅伯斯 不明                                | 第1、3、5-10集 第2集 同上 只配演第3集 第4集，代配蘇強文 第4-8、10集 第5集 第9集 第10集         |
| 2003     | 神探阿蒙         | 狄偉庭                                                                            | 傑森·格雷-史丹佛 |                                                                                                |
| 2003     | 神探阿蒙II       | 狄偉庭                                                                            | 傑森·格雷-史丹佛 |                                                                                                |
| 2004     | 木馬屠城記       | 護衛 使者                                                                         | | 迷你劇集                                                                                       |
| 2004     | 大狀俏紅娘       | 阿橋                                                                              | |                                                                                                |
| 2004     | 天劫             | 賈子奇                                                                            | Chad Donella |                                                                                                |
| 2005     | 神探阿蒙III      | 狄偉庭                                                                            | 傑森·格雷-史丹佛 |                                                                                                |
| 2005     | 24 IV            | 勞朗尼                                                                            | |                                                                                                |
| 2005     | 迷               | 藍南迪                                                                            | Billy Ray Gallion |                                                                                                |
| 2005     | 仁心仁術XI       | Roberto Rosales                                                                   | Jeremy Ray Valdez |                                                                                                |
| 2005     | 特務A IV         | 玉冢一雄 奧利 夏連尼                                                              | |                                                                                                |
| 2005     | 靜角驚魂         | 艾                                                                                | Aaron Norvell |                                                                                                |
| 2005     | 10.5級強烈大地震 | 搶修員 韓奧文 采訪記者 電視新聞旁述 軍用無線電 軍人                               | Dulé Hill | 迷你劇集                                                                                       |
| 2006     | 醫神             | 林                                                                                | Kenneth Choi |                                                                                                |
| 2006     | 神探阿蒙IV       | 狄偉庭 布力 軍人                                                                  | 傑森·格雷-史丹佛 不明 | 第14集 同上                                                                                    |
| 2006     | 24 V             | 新聞主播 Peter                                                                    | 本角只有聲音演出 John Griffin                                                                                            |                                                                                                |
| 2006     | 逃               | 工程師囚犯 Jason 「Maytag」 Buchanon 囚犯 路卡 獄警無線電 囚犯 文 獄警 獄警無線電 | Wesley Walker Brian Hamman 不明 本角只有聲音演出 Howie Johnson 本角只有聲音演出 Joe Nunez Javon Johnson 本角只有聲音演出 | 只配演第2集，其餘除外 第2集 第3集 同上 第6、8集 第6集 同上 代配第20集，其餘情況有待確認 第22集 |
| 2007     | 逃II             | 獵人                                                                              | Stuart Greer | 第1集                                                                                          |

### 電影
| 首播年份 | 作品名稱                     | 配演角色                                           | 角色演員                                        |
| -------- | ---------------------------- | -------------------------------------------------- | ----------------------------------------------- |
| 有待確認 | 虎膽龍威（重配版）           | 亞佳                                               | De'voreaux White                                |
| 有待確認 | 侏羅紀公園（重配版）         | 工人 程序員                                        |                                                 |
| 1989     | 獵魔群英                     | 槍手 打手                                          |                                                 |
| 1996     | 旺角風雲                     | 甘                                                 | 陈展鹏                                          |
| 1996     | 孟波                         | 扮演悍匪的男人 Eddie                               | Eddie Maher                                     |
| 1997     | 寶貝小情人                   | 濟善 拉夫                                          | Tom Villard George Colangelo                    |
| 1997     | 新聰明笨伯                   | 主持                                               | 積·連奴                                         |
| 1997     | 生死時速                     | Ray                                                | Daniel Villarreal                               |
| 1997     | 零點爆破                     | 拆彈組學員                                         | 小古巴·高汀                                     |
| 1997     | 森林之王                     | Mowgli                                             | 李截                                            |
| 1997     | 神槍執法者                   | 韋                                                 | Jesse Dabson                                    |
| 1997     | 緣份的天空                   | 麥士                                               | Philip Levy                                     |
| 1998     | 我是誰                       | 罕德 李 Aiji 拉力賽攝影師 發電站職員 秘密警察 暴徒 | Mohd Shukri Shebuddin David Leong Fie Al Karaki |
| 1998     | 狂野之河                     | 騎兵                                               | Thomas F. Duffy                                 |
| 1998     | 邊緣日記                     | Bobo                                               | 亞歷山大·卓別林                                 |
| 1998     | 街頭霸王                     | Dee Jay                                            | Miguel A. Núñez Jr.                             |
| 1998     | 這個殺手不太冷               | 保安                                               | Anthony Ragland                                 |
| 1998     | 怒海驕陽                     | Tracy Lapchick                                     | 伊桑·恩布里                                     |
| 1998     | 紅潮風暴                     | 何                                                 | Rick Schroder                                   |
| 1999     | 不惜一切                     | Jimmy Emmett                                       | 華堅·馮力士                                     |
| 1999     | 極度驚慌                     | 史漢利                                             | Leland Hayward III                              |
| 1999     | 龍捲風暴                     | 保沙                                               | 托迪·菲爾德                                     |
| 1999     | 貓狗也瘋狂續集               | Spike                                              | Ross Malinger                                   |
| 2000     | 變種（電影）                 | 比                                                 | Tico Wells                                      |
| 2000     | 空軍一號                     | 卑斯‧布萊                                          | 安德烈·狄沃夫                                   |
| 2000     | 蒸發密令                     | 凱文                                               | Rick Batalla                                    |
| 2000     | 星空第1擊                    | 佐迪                                               | 勒化·布頓                                       |
| 2000     | 星河戰隊                     | 步兵 學生 橄欖球員 乘客 步兵 飛行學員 尼勒 步兵    |                                                 |
| 2000     | 燃眉追擊                     | 查                                                 | Raymond Cruz                                    |
| 2000     | 火星人玩轉地球               | 駱比利                                             | 積·伯克                                         |
| 2000     | 奪面雙雄                     | 提托 畢斯                                          | Robert Wisdom James Denton                      |
| 2000     | 超時空接觸                   | 費沙                                               | Geoffrey Blake                                  |
| 2000     | 驚天動地                     | 彈子柏加                                           | 戴夫·查普爾                                     |
| 2001     | 剛果驚魂                     | 狄卜 路迪                                          | 尊·鶴基斯 Robert Almodovar                      |
| 2001     | 羅密歐與茱麗葉之後現代激情篇 | Sampson Montague                                   | 謝美·甘迺迪                                     |
| 2001     | 幕後嫌疑犯                   | 雷文 畢連納 方路易                                 | 西蒙·貝克 Robert Barry Fleming Salim Grant      |
| 2001     | 義膽雄心                     | 彭基                                               | Don Patrick Harvey                              |
| 2001     | 末日戒備                     | 莫獲都                                             | Rene Medvešek                                   |
| 2001     | 深海圓疑                     | 直升機駕駛員                                       | Huey Lewis                                      |
| 2001     | 活死人檔案                   | 世文 祖迪之弟                                      | Simon Reynolds Marc Gosselin                    |
| 2001     | 一級滅口                     | 侍應                                               | Yau-Gene Chan                                   |
| 2001     | 贖金風暴                     | 街頭受訪者                                         | Nathaniel Freeman                               |
| 2001     | 六日狂奔七夜情               | Frank Martin                                       | 大衛·舒溫瑪                                     |
| 2001     | 亡命刺客                     | 溫科姆                                             | 喬·潘托利亞諾                                   |
| 2001     | 極度深寒                     | 萊                                                 | Trevor Goddard                                  |
| 2001     | 轟天妙探                     | Kevin McCall                                       | 麥克·哈伯特                                     |
| 2001     | 冇數講                       | 雄鷹 艾亞倫                                        | Carlos Gómez Leonard Thomas                     |
| 2001     | 特工狂花                     | 添美 雷蒙                                          | 克雷格·比爾科 Dan Warry-Smith                   |
| 2002     | 高度反擊                     | 薛夫                                               | Dan Butler                                      |
| 2002     | 驚唇劫                       | 施迪輝                                             | Alex McArthur                                   |
| 2002     | 摘星奇緣                     | Tony 記者                                          | Richard McCabe Julian Rhind-Tutt                |
| 2002     | 貓屎先生                     | Maitre D'                                          | Tom McGowan                                     |
| 2002     | 無字頭4殺手                  | Sergio                                             | David Usher                                     |
| 2002     | 絕世天劫                     | 古                                                 | Grayson McCouch                                 |
| 2002     | 至激關係                     | 米莫斯                                             | 當·卓度                                         |
| 2002     | 凸務之王2                    | 邪史葛                                             | 塞思·格林                                       |
| 2002     | 盜墓迷城                     | Burns                                              | 塔克·霍金斯                                     |
| 2002     | 幽靈刺客                     | 紀                                                 | Kevin Patrick Walls                             |
| 2002     | 再戰邊緣                     | 積                                                 | Jon Kit Lee                                     |
| 2002     | 一家之鼠超力仔               | 力奇                                               | Jim Doughan                                     |
| 2003     | U-571風暴                    | 艾迪                                               | T. C. Carson                                    |
| 2003     | 愛情黐筋Show                 | 貝大毛                                             | 安東尼·安達臣                                   |
| 2003     | 雷霆救兵                     | 赖占斯                                             | 内森·菲利安                                     |
| 2003     | 教父咪搞                     | Shulman Nicky Shivers                              | 阿西夫·曼迪維 馬克斯·凱塞拉                     |
| 2003     | 加料感情線                   | 比爾 強                                            | Tom McGowan Troy Hall                           |
| 2003     | 廿二世紀殺人網絡             | Brown                                              | Paul Goddard                                    |
| 2003     | 情迷索瑪莉                   | Zit Face                                           | Willie Garson                                   |
| 2003     | 致命英雄                     | 戴哥連                                             | DB Woodside                                     |
| 2003     | 極速60秒                     | 黑超                                               | T.J. Cross                                      |
| 2003     | 透明人魔                     | 法蘭                                               | Joey Slotnick                                   |
| 2004     | 偷心之約                     | 班頓                                               | 米高·羅森巴姆                                   |
| 2004     | 死亡直播（電影）             | 搶劫者 蓋思文                                      | David Alan Grier Tygh Runyan                    |
| 2004     | 虎膽龍威續集（重配版）       | O'Reilly                                           | 羅拔·柏德烈                                     |
| 2004     | 第六發現                     | 禾利                                               | Rodney Rowland                                  |
| 2004     | 盗海豪情                     | 唐利荣 陶斐                                        | Eddie Jemison 杜飛·格雷斯                       |
| 2004     | 侏羅紀公園3                  | 男學生 塔台廣播                                    | Bernard Zilinskas 本角只有聲音演出              |
| 2004     | 壯志潛龍                     | 史諾希                                             | 麥克·哈伯特                                     |
| 2005     | 紐約風雲                     | 尚志                                               | 史提芬·格拉漢姆                                 |
| 2005     | 有你終生美麗                 | 約翰·拿殊（青年）                                  | Michael Esper                                   |
| 2005     | 最後一強                     | 警察                                               | 道格·薩旺特                                     |
| 2005     | 星球大戰                     | Moradmin Bast Motti                                | Leslie Schofield Richard LeParmentier           |
| 2005     | 帝國反擊戰                   | Piett                                              | Kenneth Colley                                  |
| 2005     | 武士復仇                     | Piett                                              | Kenneth Colley                                  |
| 2005     | 房不勝防                     | 拉奧                                               | Dwight Yoakam                                   |
| 2005     | 未來報告                     | 華利                                               | Daniel London                                   |
| 2005     | 3X反恐暴族                   | 奇魯 哥利                                          | Werner Daehn 皮特·傑克                          |
| 2005     | 黑超特警組2                  | M                                                  | 米高·積遜                                       |
| 2006     | 辣手刑警                     | 米勒 紋身                                          | Bonz Malone Andre Royo                          |
| 2006     | 凸務之王決戰金大支           | 邪史葛 Jay Roach                                   | 薛夫·格連 Jay Roach                             |
| 2006     | 情書                         | 村岡忍 學年主任                                    | 不明 山崎一                                     |
| 2006     | 珍珠港                       | Zenji Abe                                          | Yuji Okumoto                                    |
| 2006     | 轟天潛艦K-19                 | 康年                                               | Lex Shrapnel                                    |
| 2006     | 妖夜尋狼                     | 阿當                                               | 溫特禾夫·米拿                                   |
| 2006     | 死神來了                     | 韋圖德                                             | Chad Donella                                    |
| 2006     | 愛情請槍                     | 法蘭                                               | Michael Cerveris                                |
| 2006     | 變種特攻                     | 鐳射眼（史葛） 火狂（約翰）                        | 占士·馬史頓 Alexander Burton                    |
| 2006     | 變種特攻2                    | 鐳射眼（史葛） 火狂（約翰）                        | 占士·馬史頓 阿隆·史丹佛                         |
| 2006     | 狂蟒之災                     | 丹尼                                               | 冰塊酷巴                                        |
| 2006     | 魔戒三部曲：王者再臨         | 史麥哥 高富麥                                      | 安迪·沙基斯 克萊格·帕克                         |
| 2006     | 直擊要害                     | 龐郭挺 朗尼                                        | 克利夫·柯蒂斯 Rick Worthy                       |
| 2006     | 驚天核網                     | Rudy                                               | Dale Godboldo                                   |
| 2007     | 月黑高飛                     | Rooster 獄警                                       | Gary Lee Davis 不明                             |
| 2007     | 海猿第一擊                   | 田所慎二 青年                                      | 齋藤工 不明                                     |

### 綜藝及資訊節目／記錄片
| 首播年份 | 作品名稱   | 主要配演 | 備註 |
| -------- | ---------- | -------- | ---- |
| 2005     | 萬物由你創 | 隆龍     |      |

## 傳媒訪問
| 日期           | 相關媒體              | 主題                                                 | 相關片段                                                |
| -------------- | --------------------- | ---------------------------------------------------- | ------------------------------------------------------- |
| 1998年7月10日  | 雜誌A-CLUB（第283期） | 訪問：爽朗活潑的小迪奧是誰？                         | 查看 （页面存档备份，存于） 查看 （页面存档备份，存于） |
| 1999年12月28日 | 雜誌天人（第27期）    | 訪問：聲線‧最優 – 鄺樹培                             | 查看 （页面存档备份，存于） 查看 （页面存档备份，存于） |
| 2000年8月10日  | 雜誌A-CLUB（第333期） | 訪問：聲色藝直播室－挑戰配音員速度極限的《心動季節》 | 查看 （页面存档备份，存于）                             |
| 2002年         | 雜誌A-CLUB            | 訪問：聲色藝直播室-勇者指令配音員訪問                | 查看 （页面存档备份，存于） 查看 （页面存档备份，存于） |
| 2005年2月      | 雜誌天馬行空          | 訪問：聲聲相識配音員-鄺樹培                          | 查看 （页面存档备份，存于）                             |
| 2013年10月22日 | Dub Park留聲堂        | 聲朋俱樂部S2 - 第三集（嘉賓：鄺樹培 先生）           | 查看 （页面存档备份，存于）                             |
| 2015年1月      | 雜誌漫道（第48期）    | 專題《我們的配音員》（引退篇）                       | 查看 （页面存档备份，存于）                             |

## 出席活動
- 2021年9月30日出席某公司举办的「敢想 敢创 敢做 事业分享会」分享其配音事业的发展历程。

## 註解
1. 1 2  此角在原著為「ジョー・ヒガシ」，英譯：Joe Higashi，漢字譯名：東丈
2. 1 2 3 4 5  亞視版本
3. ↑  第206-291集
4. ↑  此角在原著為「ウパ」，讀作Upa
5. ↑  此角在原著為「デウス」，讀作Deusu
6. 1 2  第2輯
7. ↑  「松本」為原因不明之譯名，此角在原著漢字為「秋山」
8. ↑  此角在原著為「カバレロ」，讀作Kabarero
9. ↑  此角在原著為「青山 まもる」，讀作Aoyama Mamoru
10. ↑  此角在原著為「ウルフ金串」，讀作Urufu Kanzukushi
11. ↑  國內篇
12. ↑  第5-7、9-11、13、18、21、24-25、29-30、34、39、51集
13. ↑  第1輯
14. ↑  只配演第14、24、49、55、66集
15. ↑  只配演第115、126集
16. ↑  原名為「Dinobot」
17. ↑  第1-3、5-9、12-13、19-25、27-31、33-36、38、41-42、44-45、47-49、52-56、58集
18. ↑  只配演第14、16-19、32-33、41-43集，第47集除外
19. ↑  此角在原著為「イグニス」，讀作Igunisu
20. ↑  第53-74集
21. ↑  只配演第3-4、9-10、12-26、38、42、45-51集，第8集除外
22. ↑  此角在原著為「ナーセル」，讀作Nāseru
23. ↑  此角在原著為「デュオ・マックスウェル」，英譯：Duo Maxwell
24. ↑  第1-12、17、19-20、23-25、27-28、32-33、36-41、43-49集
25. ↑  WGP篇
26. ↑  第1、3、5-6、8、10-11、18、24-27、38-40、45-51集
27. ↑  鄺樹培：第2、8集
李錦綸：第24集
鄺樹培：第26集
梁耀昌：第46、48集
陳永信：第51集
28. ↑  第2、5、18、20-21、24、29-32、42、48-49、51集
29. ↑  鄺樹培：第19集
陳永信：第23集
鄺樹培：第24集
林保全：第27-29、34-38、46-51集
30. ↑  不包括第45集
31. ↑  拇指寶藍戰士
32. ↑  只配演第36-39、42、44、46-50集
33. ↑  第2、5、7-9、12、14、16-19、21、24、26、29、36、42、45集
34. ↑  第20-21、23-24、26、32、35、41、43-47集
35. 1 2 3 4 5 6 7 8 9  OVA
36. 1 2 3 4 5 6 7 8  第1季
37. ↑  此角在原著為「イスファーン」，讀作Isufān
38. ↑  此角在原著為「ジャスワント」，讀作Jasuwanto
39. ↑  此角在原著為「ドッカー」，英譯：Docker
40. ↑  第1-2、20、24、26-30、32、35、40-42、44-49集
41. ↑  第1-122集
42. ↑  第48-49、57-58、77-78、117-118集
43. ↑  此集此角後部份場口接替因撞角的黎偉明
44. ↑  第31-34、38-39、41、43-45、58、60、62、64集，接替梁偉德
45. ↑  第5-7、11、14-16、21-22、25-28、30、33-34、36-39、44-46、48集
46. ↑  TV與OVA
47. ↑  第1-37、39-78集
48. ↑  此角在原著為「Blues·F·Davis」
49. ↑  只配演第11、25集，第30集除外
50. ↑  此角在原著為「ラエル」，讀作Raeru
51. ↑  此角在原著為「チャップ・アデル」，英譯：Chap Adel
52. ↑  此角在原著為「カリウス・オットー」，英譯：Karius Otto
53. ↑  此角在原著為「ダークジコロ」，讀作Dākujikoro
54. ↑  第1-4、7、12-13、18-19、21、24、28、30-35、37、40、44-45、48-49集
55. ↑  只配演第1-12、14-23、25-45、48-49集
56. ↑  比知郎：第2-3、6、10-12、14-15、17、19-20、23-24、26-28、34集
宇宙方舟主電腦：第31、33、38-45、48集
57. ↑  此角在原著為「ロアビィ・ロイ」，英譯：Roybea Loy
58. ↑  此角在原著為「アベル・バウアー」，英譯：Abel Bauer
59. ↑  此角在原著為「ニコラ・ファファス」，英譯：Nicola Fafas
60. ↑  此角在原著為「カリス・ノーティラス」，英譯：Carris Nautilus
61. ↑  此角在原著為「ランスロー・ダーウェル」，英譯：Lancerow Dawell
62. ↑  此角在原著為「ベアナックル」，讀作Bēanakkuru
63. ↑  此角在原著為「ひらき ほしえもん」，讀作Hiraki Hoshiemon，漢字譯名：開干ゑ門
64. ↑  包括第475、477集
65. ↑  第1-8、11、13-20、23、25-30、35-47、50-54集
66. ↑  此角在原著為「相川 ひろや」，讀作Aikawa Hiroya
67. ↑  第1-2、5-6、9、13、15、17、24-26集
68. ↑  第1-3、6-8、12-13、15-16、19、22、25集
69. ↑  「杜魯夫·真童」為原因不明之譯名，此角在原著為「アドルフ真藤」，讀作Adorufu Masuto
70. ↑  「諾巴爾·科洛高」及「諾爾巴·科洛高」為原因不明之譯名改變，並非角色有兩個名字。此角在原著為「ノイバー・フォルツォイク」，讀作Noibā Forutsuoiku
71. ↑  第1-24集
72. ↑  MAX篇
73. ↑  第2、5、11-12、16-18、20、22、25、27-30、51集
74. ↑  第3-7、9-11、15-17、19-21、24-25、34、36、38、40、42、44-47、51集
75. 1 2 3  第1-52集
76. ↑  剛達：第2-3、6、8-9、13-14、16-17、19-21、29、33、38、40-42、44-45、48集
剛達雪人：第31集
77. ↑  不包括第66集
78. ↑  第3、7-10、14、17-22、24、32-33、35、43、49-58、61-62、64集
79. ↑  第1、5、7、10-11、14、29、35、50集
80. ↑  從第10集起接替張炳強及配演第10-12、15-17、21-25、28-31、33、35-36、38-40、42集，第45集再由張炳強配演，第47-52集再度接替
81. ↑  第1-2、4-8、10-14、16-17、19-24、26-27、29-32、35、39-40集
82. ↑  第3-5、10、12-13、15-16、19-20、22、24、26-27、29、31、33-35、37、40集
83. ↑  第5、16、35、38、41、43、50集
84. ↑  第1、3-4、6-15、18-19、24-26集
85. ↑  第1-3、5-6、8-13、15-16、19、21-23、26集
86. ↑  第7、9-13、17-18、21、24、26集
87. 1 2  第2季
88. ↑  此角在原著為「アリ」，讀作Ari
89. ↑  此角在原著為「凶狸狐」
90. ↑  此角在原著為「トードー」，讀作Tōdō
91. ↑  此角在原著為「トガリ」，讀作Togari
92. ↑  此角在原著為「ソミー」，讀作Somī
93. ↑  OVA第2期第5集
94. ↑  第4-8、10-14、16-17、19-22集
95. ↑  此角在原著為「ペガサス」，英譯：Pegasus
96. ↑  此角在原著為「グレムリン」，英譯：Gremlin
97. ↑  第1-3、5-6、10-14、17、20-48、50-52集
98. ↑  第2、5-6、9、20、33、35-36、38、41、43、46、48、51-52集
99. ↑  只配演第15、17、71集，第33-34集除外
100. ↑  此角在原著為「ツバロー」，讀作Tsubarō
101. ↑  此角在原著為「タツチー」，讀作Tatsuchī
102. ↑  第23-25、28-29、33、35集，接替蔡惠萍
103. ↑  第28-29、36、38-42、46-48、50-51集
104. ↑  此角在原著為「サイマン」，讀作Zaiman
105. ↑  此角在原著為「タテジワネズミ」，讀作Tatejiwa Nezumi
106. ↑  此角在原著為「ラカン」，讀作Rakan
107. ↑  只配演第2、10、12集，第26集除外
108. ↑  第51-188集
109. ↑  此角在原著為「辛口 コウジ」，讀作Karakuchi Kōji
110. ↑  第4、7、10-11、20、24、27、31-52集
111. ↑  原著片尾配音表為「隊長」
112. ↑  此角在原著為「アルベルト・シュバイガー」，英譯：Alberto Schweiger
113. ↑  此角在原著為「シェーン・ファイアスティン」，英譯：Shane Firestein
114. ↑  此角在原著為「フランシス・レッジャー」，英譯：Francis Ledger
115. ↑  第28、31、44、46、57、60-61、64集
116. ↑  第3季
117. ↑  「荻野」為原因不明之譯名，此角在原著漢字為「萩野」
118. ↑  只配演第23-24、28、35、49集，電視特別版本《棋靈王之對決北斗盃》除外
119. ↑  此角在原著為「ファン·デイァス」，英譯：Juan Diaz
120. ↑  接替林國雄，第14-15、18-21、23、28、30、37-42、44、48-49、52集
121. ↑  第22集，只配演第一句對白，其餘由陳欣接替
122. ↑  第12-16、20、23-24、26、28-29集
123. ↑  此角在原著為「ウィリー・キャンベル」
124. 1 2 3  第1集相關片段被刪減
125. ↑  第5-6、10-11、16-17、20、22-26集
126. ↑  第28-46、51-73、78-80、100、109-110、132-135、138-148集
127. ↑  第33-36、55、70-73、139-143、148集
128. ↑  此角在原著為「一河 ヒロシ」，讀作Ichikawa Hiroshi
129. ↑  此角在原著為「ドゥンガ」，讀作Dunga
130. ↑  第5-6、9-18、20-25、27、30-39、44-46、48、51集
131. ↑  包括番外篇及OVA#3
132. ↑  只配演TV第1-4、7-9、11-12、OVA第3集，第13集及番外篇相關片段被刪減
133. ↑  此角在原著為「モリリレ」，英譯：Morilire
134. ↑  只配演第2、7、10、15、30-31、46-47、49-51、54集，第37集除外
135. ↑  第4、7-22、24-25、32-34、39-40、43、47-48、51、53、56集
136. ↑  第9、14-16、20-22、25、29、34、38、47-50、55集
137. ↑  第14、16-17、20-21、24-25集
138. ↑  第4季
139. ↑  此角在原著為「アスラン・ザラ」，英譯：Athrun Zala
140. ↑  此角在原著為「アメイラム」
141. ↑  此角在原著為「マーチン・ダコスタ」，英譯：Martin Dacosta
142. ↑  此角在原著為「ハンス」
143. ↑  第1-5、7-15、20、22-32、34-36、38-50集
144. ↑  只配演第17-19、21集，接替梁志達
145. ↑  「山中寬嗣」（第52集角色台詞顯示）為原因不明之譯名，此角在原著漢字為「山中浩」（第17集畫面顯示）
146. ↑  只配演第1季第2-3、16-17、23-24、28、31-32、35-36、41-42、52集
147. ↑  「愛崎」為原因不明之譯名，此角在原著漢字為「相崎」
148. 1 2 3  第1、2季
149. ↑  TVB新譯名，即原著中的Raphael，或簡稱Raph
150. ↑  第2-10、15-16、18-26集，接替陳永信
151. ↑  「荻原大介」為原因不明之譯名，此角在原著漢字為「萩原大介」
152. ↑  此角在原著為「ホビドン人」
153. ↑  此角在原著為「ミュート」，英譯：Mute
154. ↑  此角在原著為「W.C.肉オール」
155. ↑  此角在原著為「銭湯ひとまろ」
156. ↑  第3輯第22、32、52、63、69、83、90集
157. ↑  第7-9、13、15-16、27、29、31-32、36-37、39-41、43、45-46、48、50集
158. ↑  韓國動畫
159. ↑  只配演第2-3、6-7、10、22、31、34、39集，第17集除外
160. ↑  第3-4、6-8、10-11、13-15、17-20集
161. ↑  第158-276集
162. ↑  只配演第158、160、163-165、167-169、171-174、177-182、184、186-190、192-193、196、198-199、201、203、205、210、212、214、216-218、222、226、228、234-236、242、244-246、248-250、253、260-267、273集
163. ↑  只配演第159、183、185、206、212、215-216、223、225、254-255、258、261集
164. ↑  第170、173、175、179、185、190、193-194、200、203、206-207、212、217、219-220、223-225、237、242、245、249-252、254-255、258、261、271-275集
165. ↑  只配演第183-184集，第229集除外
166. ↑  第212、259-260、264、268、270集
167. ↑  第256、271-274集，接替馮錦堂
168. ↑  第53-104集
169. ↑  此角在原著為「リイチ」，讀作Riichi
170. ↑  此角在原著為「ブンゾウ」，讀作Bunzō
171. ↑  第1-104集
172. ↑  第1-15、17-22、24-26、28、35、38、40-46、50集
173. ↑  此角在原著為「ベノワ」，讀作Benoa
174. ↑  第6、8、16、22、25、30、32、38、43、48-49、51集
175. ↑  第8、13、20-21、23-30、33-34、36、41、46-49、51集
176. ↑  「超神龍」及「超龍神」為原因不明之譯名改變，並非角色有兩個名字。
177. ↑  第157-206集
178. ↑  此角在原著為「ボブ・カイザー」，英譯：Bob Kayser
179. ↑  此角在原著為「シャドウ・ホワイト」，英譯：Shadow White
180. ↑  第25、27、29、38、40、46-47集
181. ↑  只配演第1-12、14-50集，電視特別版本《機動戰士終極特種命運》除外
182. ↑  第1-37集
183. ↑  只配演2-5、7-14、16-30、32-37集
184. ↑  只配演8-9、13-15、19、21-22、24-25、28、30、32、36集
185. ↑  只配演第26、29-30、32、34、40集，第45集除外
186. ↑  此角在原著為「アプロディーテー」，英譯：Aphrodite
187. ↑  此角在原著為「パピヨンのミュー」，英譯：Papillon／Myu
188. ↑  原因不明之譯名改變，並非角色改變名字
189. ↑  只配演第1-5、7-9、15、21、29集
190. ↑  角色原聲：格蘭·修特
191. ↑  此角在原著為「アズキアライ」，讀作Azukiarai，漢字譯名：小豆洗
192. ↑  此角在原著為「ドロドロ」，讀作Dorodoro
193. ↑  官方漢字譯名為「圓大梧」
194. ↑  原名為「Carlos Vallerte」
195. ↑  不包括第5集
196. ↑  只配演第1-4、6-51集，第52-53集除外，第5集相關片段被刪減
197. ↑  只配演第1-4、6-22、25、27、29-30、35、39、41-48集，第5集相關片段被刪減
198. ↑  第1、4、13、21、46、50-51集
199. ↑  第2、6、10、14、19、26、30、32-33、47-48、50-51集
200. ↑  第3、5-6、12、18-25、27-28、33-36、39-40、42-50集
201. ↑  第12、45、47-50集，接替袁淑珍
202. ↑  第13-23、28、37、39、50集
203. ↑  第27-29、35-36、48-50集
204. ↑  只配演第5、7-35、38-51集，第36-37集除外
205. ↑  此角在原著為「ミズホ」，讀作Miziho
206. ↑  此集此角後部份場口代配因撞角的黃啟昌
207. ↑  接替黎偉明，只配演第4、6-7、9、11集，第8集除外
208. ↑  大河劇
209. ↑  此角在原著為「ヒト美」，讀作Hitomi
210. ↑  第16集（回想）
211. ↑  第15、17、22、25、28-29、31-32、36、39集
212. ↑  TVB版本第8-9、17-18、21-22集
213. ↑  原名為「Frank Perconte」
214. ↑  原名為「Wayne A. "Skinny" Sisk」
215. ↑  原名為「Lynn "Buck" Compton」
216. ↑  原名為「James H. "Moe" Alley Jr.」
217. ↑  原名為「Herbert J. Suerth」
218. ↑  此角在原劇標註為「Aryan Brother」
219. ↑  原名為「Lucasz Peshcopi」
220. ↑  原名為「Manche Sanchez」
221. ↑  原名為「JJ」
222. ↑  只配演第1季第15-16、18-22集，第2季除外
223. ↑  麗絲（Gracie）之父